# 香港郵政

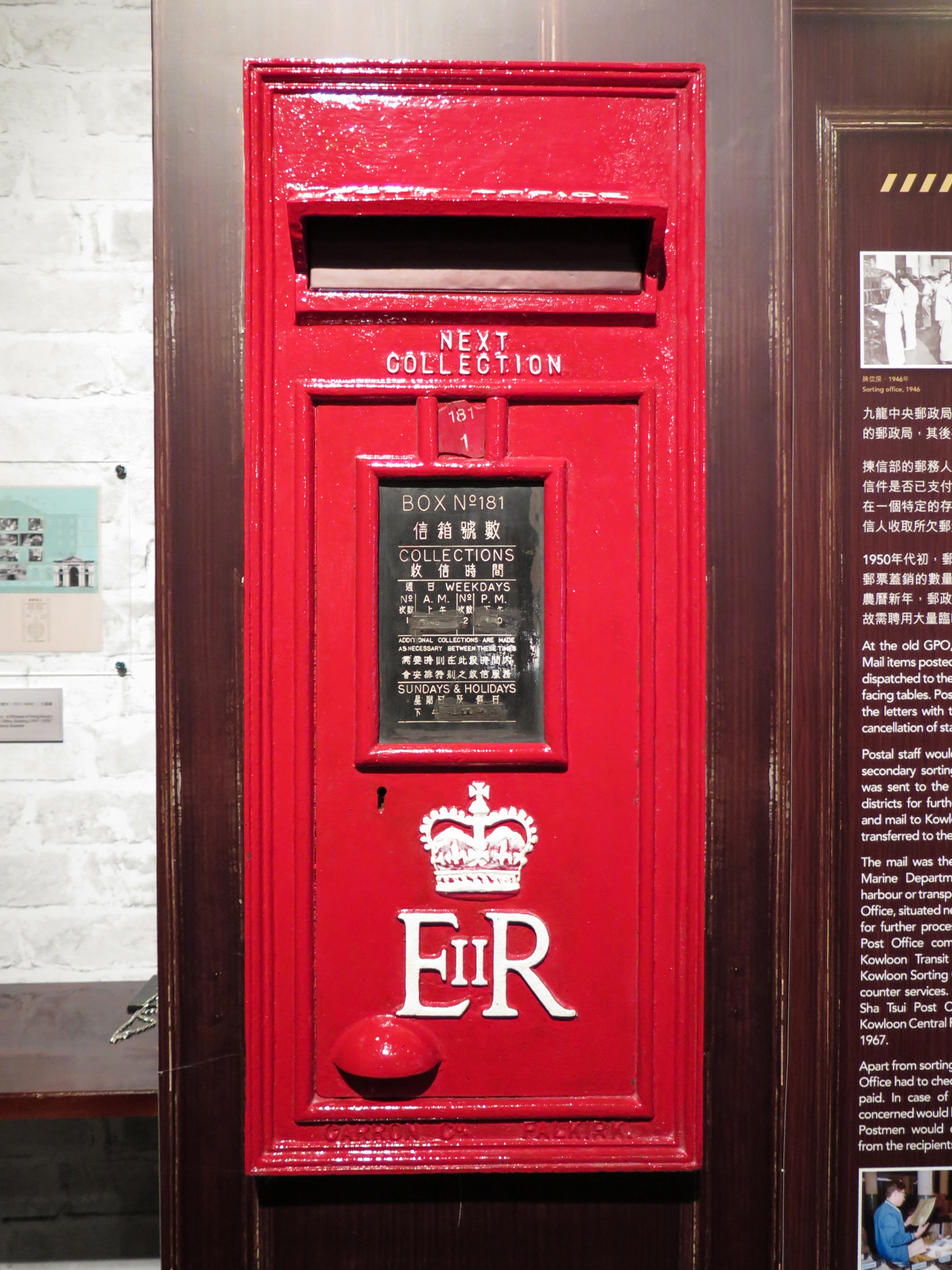
1997年香港主權移交前，香港郵筒被漆成與英國郵筒相同的紅色，並且刻有英國皇家徽章

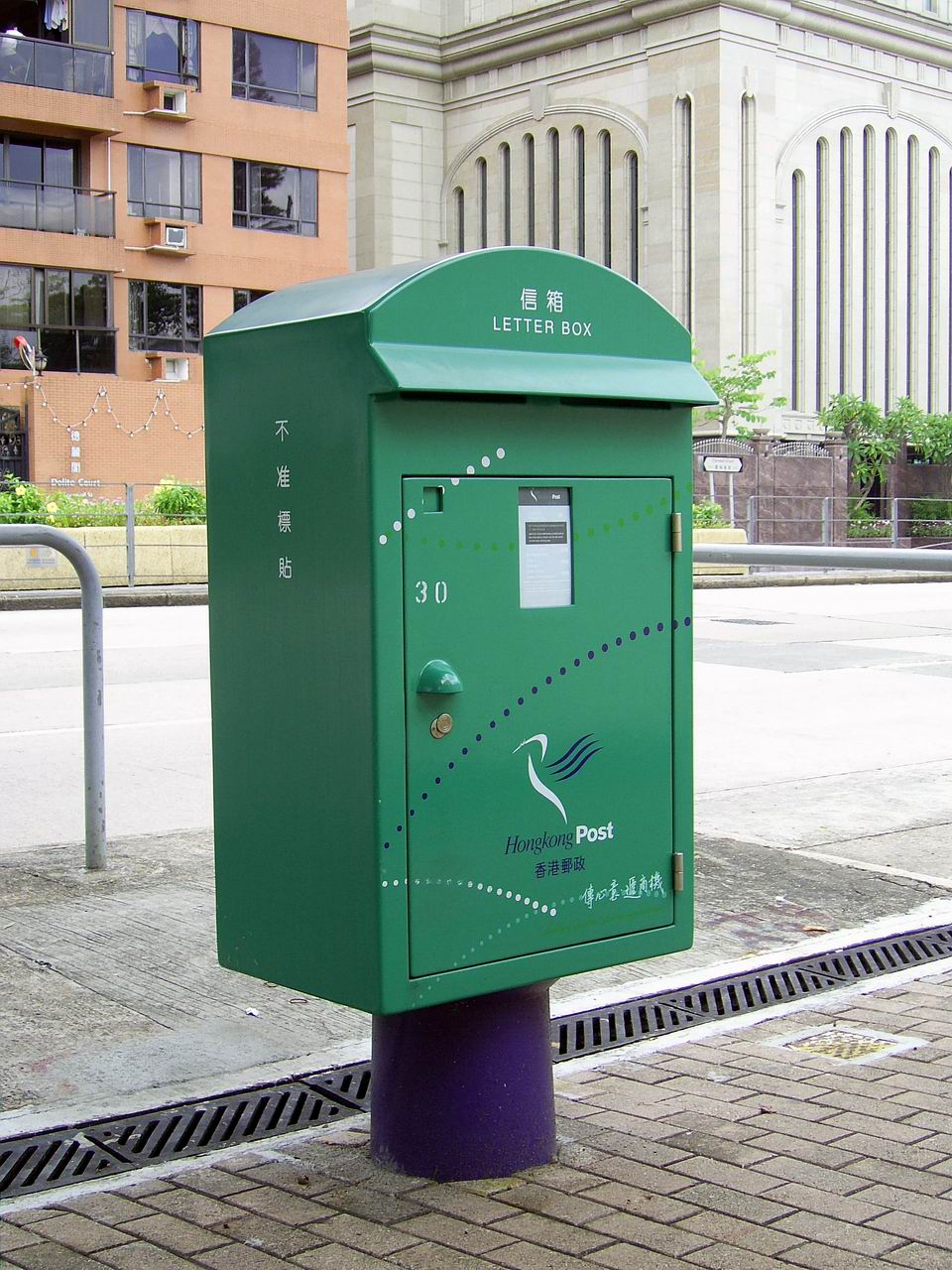
現時香港郵政的郵箱

香港郵政（英語：Hongkong Post）成立於1841年，现在是香港特別行政區政府的郵政部門。原本隸屬於經濟發展及勞工局，於2007年7月1日決策局重組後，被劃入新成立的商務及經濟發展局。
香港郵政是政府部門的營運品牌名稱，部門名稱為郵政署。類似情況還有廣播處長營運的香港電台。
郵政署於1995年開始轉型為以「營運基金模式」運作，財政自主，以比較商業的手法經營郵政業務，郵政署的收入來自售賣特殊郵票、傳統郵遞、特快專遞及繳費服務（如政府部門及公共事業）等。郵政署亦為香港人提供辦理電子證書服務。

## 歷史

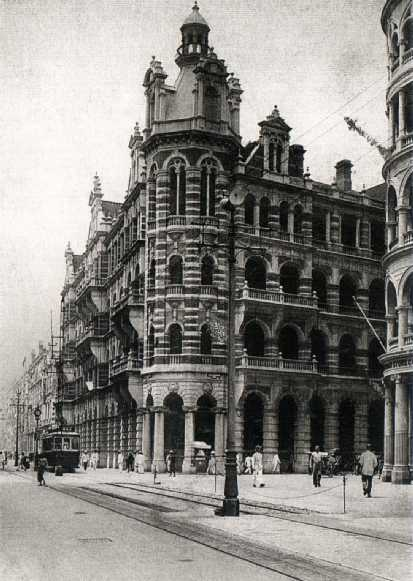
1911年的香港郵政總局

香港郵政早於《南京條約》簽訂前的1841年8月28日已經成立，在開始時經營權屬於英國皇家郵政，直到1860年5月1日經營權轉讓至郵政署署長。香港郵政自1877年4月1日以英國海外領土的一部分加入成為萬國郵政聯盟成員，於1997年7月1日香港主權移交後仍然繼續參與，並且繼續以中國郵政以外的一個獨立實體營運。
香港第一所郵政局設立於聖約翰座堂附近之小山崗上，於1841年11月12日啟用，當時華人稱其為書信館，其後於1846年遷至皇后大道中與畢打街，再於1911年遷至位於在畢打街與德輔道中交界處（現址為環球大廈）。直至1970年代因為興建港鐵中環站，郵政總局再次搬遷，於1976年8月1日搬遷至康樂廣場2號的現址。
第一套香港郵票於1862年12月8日發行；此前，只有駐港英軍可以使用英國郵票寄出郵件，其他香港居民則沒有任何郵票獲准使用。直至1997年6月30日香港回歸前一日，駐港英軍在香港使用郵政服務是使用英軍郵政局的號碼以及地址BFPO 1，並且可以當作在英國本土內使用。
早期郵政局並無固定的收件和派件時間，寄信人只需要將信件放置在郵政局的接收桌上，至於收信則是自己去檢查由外地寄來的郵件，秩序混亂。直到1843年，郵政局才有規定，閒雜人等不得擅自檢查局內郵件。
1989年，香港郵政於中環郵政總局引入自動化郵件分揀機。
1993年7月1日起，香港郵政不再負責監督電訊業，相關職能改由同日新設的電訊管理局擔當。
1994年，由於面對銀行的激烈競爭，郵政署終止與13個海外郵政機關提供匯款服務，當中包括菲律賓郵政。
1995年8月1日起，郵政署以營運基金形式運作，於開始以此方式運作時，獲得資本投資基金注入21.01億港元的初期資本。於1996年至1997年度及1997至1998年度，來自集郵服務的利潤異常豐厚，分別為7.295億港元及12.181億港元，使到郵政署在該兩個年度各自錄得經營利潤超逾10億港元。因此，在該兩個年度，郵政署均可以達到財政司司長所釐定的每年10.5%的固定資產回報目標。
1996年，郵政署提供與中華人民共和國的匯款服務，原因是越來越多中國大陸集郵人士匯款郵政署購買集郵產品。同年，郵政署認為提供與菲律賓的匯款服務亦具市場潛力，原因是大量菲律賓家務助理在香港工作，需要匯款回鄉。所以，郵政署與菲律賓郵政研究匯款服務的發展潛力。
1997年香港主權移交前，香港郵筒被漆成與英國郵筒相同的紅色，並且刻有英國皇家徽章。1997年5月，香港郵政採用蜂鳥設計的新標誌，新標誌以綠色作為底色，以抽像化的蜂鳥為造型，蜂鳥的身體是英文字母 "P"，鳥翼則為抽像化的郵資印圖案。香港主權移交後，郵遞員的制服及郵筒的顏色主調更改為綠色及紫色。截至2011年12月，59個刻有英國皇家徽章的殖民時代郵筒仍然在香港街道上被使用。2015年，陳佐洱批評香港在回歸後沒有「去殖民化」，香港郵政以「不合宜」為理由，計劃除去郵筒上的英國皇家徽章。
郵品炒賣風氣過後，香港郵政缺乏了郵品銷售此主要收入來源，由1998年至1999年度起，來自集郵服務收入亦顯著下跌。
隨着電子商業興起，網上購物促使顧客對快捷的輕度重量寄件服務的需求有所增加。然而，市場上欠缺可以供予香港市民包裝寄件專用的合適包裝箱。2012年8月31日，香港郵政宣布推出發售特快專遞新產品──「快趣·箱」，旨在滿足電子貿易商業郵寄件予海外網絡顧客。。
本地郵件服務一直依賴其他服務的收益補貼，營運收入的增加逐漸未能夠抵銷不斷上漲的營運成本。郵政署營運基金的主要成本項目包括，職員薪酬及福利、航空運輸及終端費用，各項均於近年顯著上升，導致郵政署營運基金的財政狀況自2007年至2008年度起持續下滑，並且自2011年至2012年度起錄得營運虧損。根據2011年至2012年度的香港郵政年報，其總收入為50.14億港元，支出為50.64億港元，虧損5,000萬港元。至2013年，香港郵政面臨轉以營運基金形式運作後最嚴重的財政危機，根據2012年至2013年度的香港郵政年報，其總收入為51.76億港元，支出為52.9億港元，虧損1.14億港元，為連續第二年虧蝕，虧損比較上次年度擴大1.3倍。香港郵政遂於2013年10月1日起增加本地及海外郵件的郵費，及於同年12月1日起調整多項費用，包括信箱及信袋租用費用、郵包轉遞費用、掛號費用、強制掛號費用以及記錄派遞費用；其中租用郵政總局信箱加幅25%；郵包掛號及強制掛號費用加幅約19%；冀望有助於紓緩其財政壓力。為了控制成本，國際郵件中心和香港郵政總局揀信組將會合併遷入於2014年年底啟用的中央郵件中心，使到郵件處理更具效率。香港郵政亦加強與國際夥伴合作，配合網上購物發展所帶來的服務需求，增加收入。
面對巨大的財政壓力、互聯網科技及私營速遞公司對郵政需求的影響，規劃署於2014年重定規劃指引，降低郵局的密度，由過去距離人口密集地區0.8公里須設一家郵局，放寬至1.2公里，並取消郵局服務人口通常不少於30,000人的規定。新修定落實後，由2015年起，香港郵政試行於市區以流動郵政服務取代部分嚴重虧蝕或人流欠佳的郵局。

## 歷任首長
- 菲茨吉本（T. G. Fitzgibbon，1841年8月—1841年10月）
- 穆拉利（D. Mullaly，1841年10月—1842年4月）
- 艾活斯（Robert Edwards，1842年4月—1843年）
- 斯普林（F. Spring，1843年—1844年4月）
- 斯卡萊（Thomas Jackson Scales，1844年4月—1846年）
- 海蘭（Thomas Hyland，1846年—1857年5月）
- 查普曼（William Chapman，1857年5月—1862年11月）
- 蔑祖（Francis William Mitchell，1862年11月—1875年4月）
- 李士達（Alfred Lister，1875年4月—1891年1月）
- 剌花士（Arthur Kennedy Travers，1891年1月—1896年10月）
- 譚臣（Alexander MacDonald Thomson，1896年10月—1899年2月）
- 夏士廷（Cmdr. William Charles Holland Hastings，1899年2月—1903年1月）
- 尊士頓（Lewis Audley Marsh Johnston，1903年1月—1908年11月）
- 馬斯德（Charles McIlvaine Messer，1908年11月—1913年4月）
- 胡樂甫（Edward Dudley Corscaden Wolfe，1913年4月—1917年2月）
- 羅士（Stewart Buckle Carne Ross，1917年2月—1924年3月）
- 巴連（Michael James Breen，1924年3月—1928年4月）
- 佘義（Geoffrey Robley Sayer，1928年4月—1928年10月）
- 史美 （Norman Lockhart Smith，1928年10月—1930年2月）
- 巴連（第二度）（Michael James Breen，1930年2月—1931年7月）
- 韓美頓（Eric William Hamilton，1931年7月—1932年4月）
- 巴連（第三度）（Michael James Breen，1932年4月—1933年6月）
- 嘉利（William James Carrie，1933年6月—1934年2月）
- 巴連（第四度）（Michael James Breen，1934年2月—1936年3月）
- 畢打士（Henry Robert Butters，1936年3月—1936年12月）
- 榮鐘士（Edward Irvine Wynne-Jones，1936年12月—1940年1月）
- 富勵士（Robert Andrew Dermod Forrest，1940年1月—1941年1月）
- 榮鐘士（第二度）（Edward Irvine Wynne-Jones，1941年1月—1941年12月）
- 榮鐘士（第三度）（Edward Irvine Wynne-Jones，1946年6月—1948年2月）
- 李佐安（John Henry Burkill Lee，1948年2月—1950年3月）
- 沙惠予（Leonard Charles Saville，1950年3月—1958年8月）[8]
- 高旭（Alfred George Crook，1958年8月—1968年3月）
- 符偉略（Cecil George Folwell，1968年3月—1971年3月）
- 魏達賢（Malki Addi，1971年3月—1977年3月）
- 潘富達（David John Kyle Bamford，1977年3月—1980年1月）
- 許富國（Arthur Cyril Heathcote，1980年1月—1982年12月）
- 歐德理（Hugh Gordon Ardley，1982年12月—1988年3月）
- 蕭炯柱（1988年3月—1989年9月）
- 黃星華（1989年9月—1992年5月）
- 柏景年（Michelangelo Pagliari，1992年5月—1995年11月）
- 霍文（1995年11月—1998年11月）
- 陸炳泉（1998年11月—2003年3月）
- 蔣任宏（2003年3月—2006年5月）
- 譚榮邦（2006年7月—2008年10月）
  - 陳猷烽（署理，2008年10月—2009年9月）
- 張雲正（2009年9月—2011年8月）
- 丁葉燕薇（2011年10月—2017年3月）
  - 魏永捷（署理，2017年3月—2017年7月9日）
- 梁松泰（2017年7月10日—2019年9月8日）
- 朱曼鈴（2019年9月9日—2021年7月28日）
  - 區惠賢（署理）（2021年7月29日-2021年9月1日）
- 戴淑嬈（ 2021年9月2日-     ）

## 服務
郵政服務
- 一般派遞
- 本地郵政速遞
- 特快專遞
- 香港郵政通函郵寄服務（只適用於部份郵政局）
- 直銷函件
- 郵政信箱租賃（只設立於部份郵政局）

物流服務
- 商品存倉
- 存貨管理
- 收款
- 派遞

櫃位服務

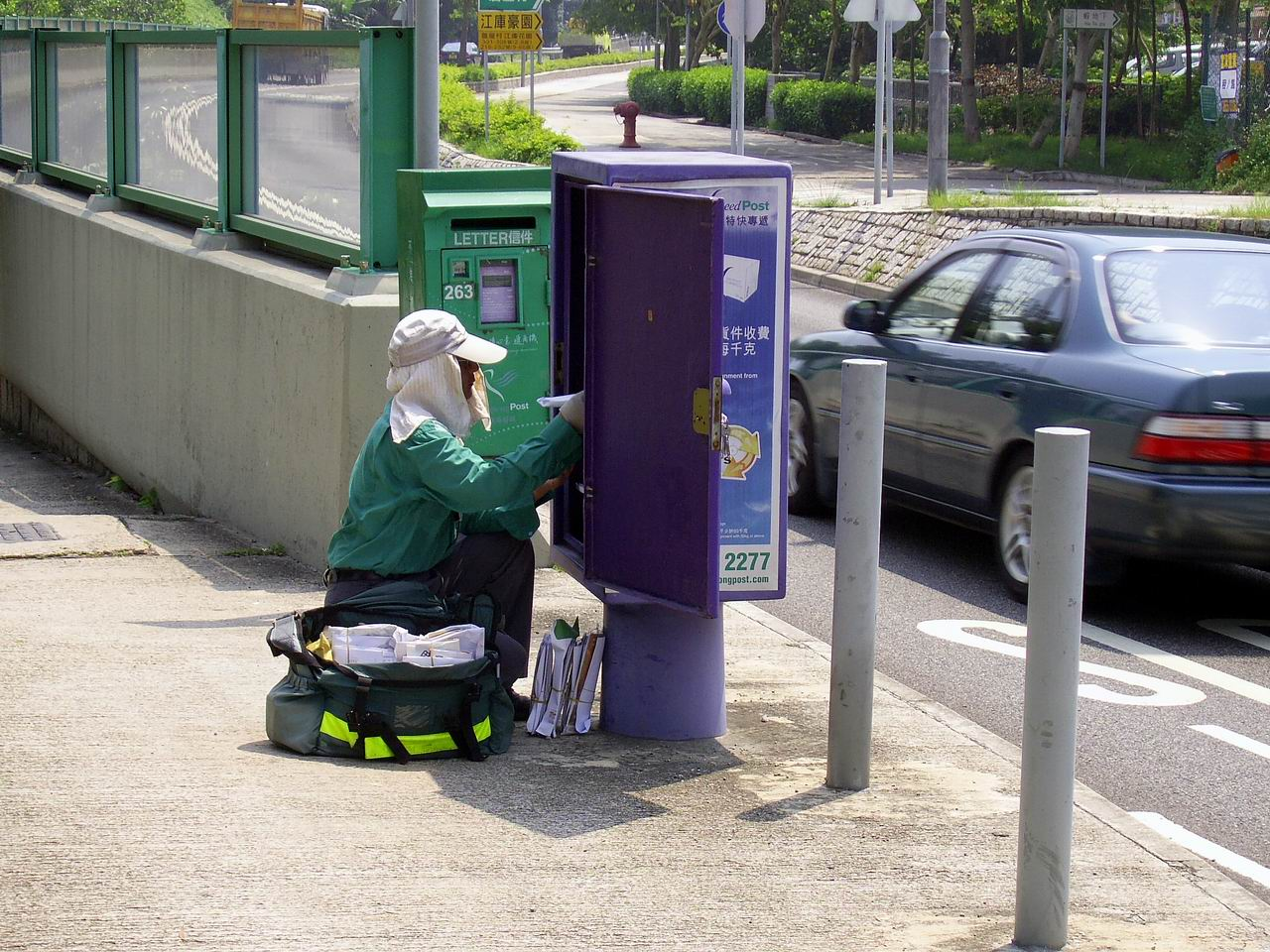
郵差從郵件儲存櫃（紫色）取出郵件分批派遞

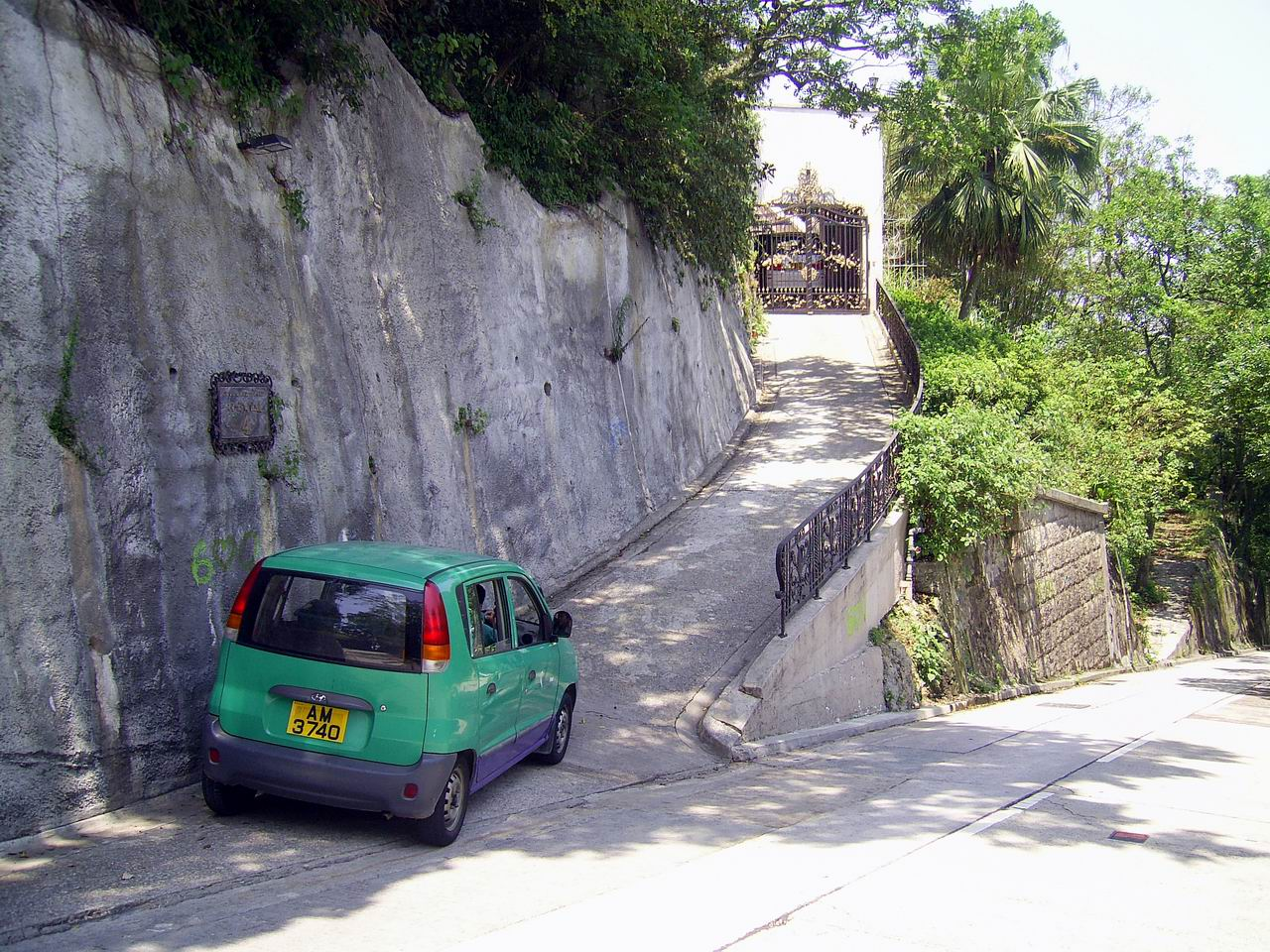
郵差駕駛小型郵政車在山頂區派遞郵件

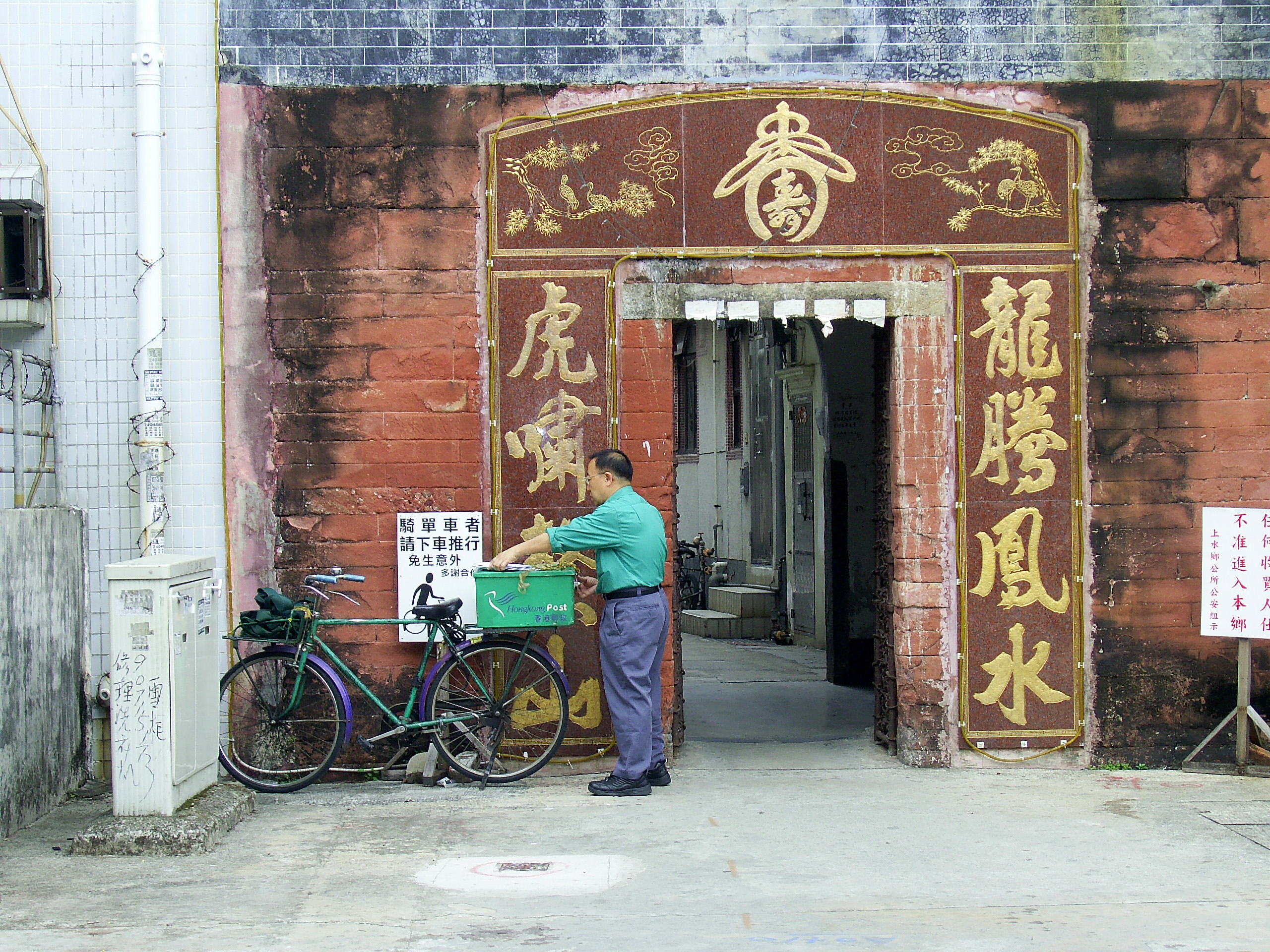
郵差騎單車在上水鄉派遞郵件

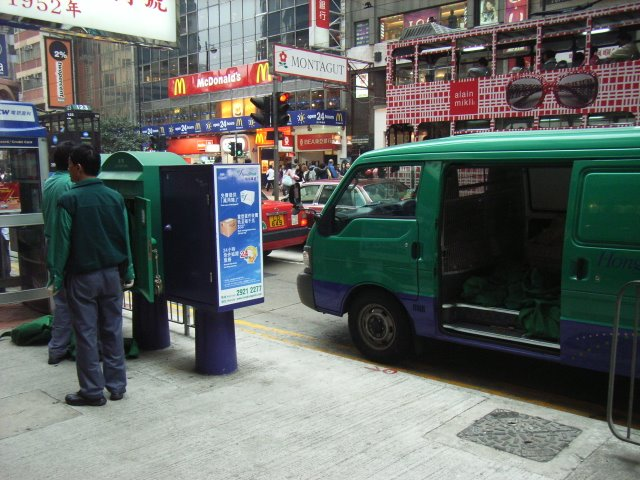
正在取出郵件的郵差與郵政車

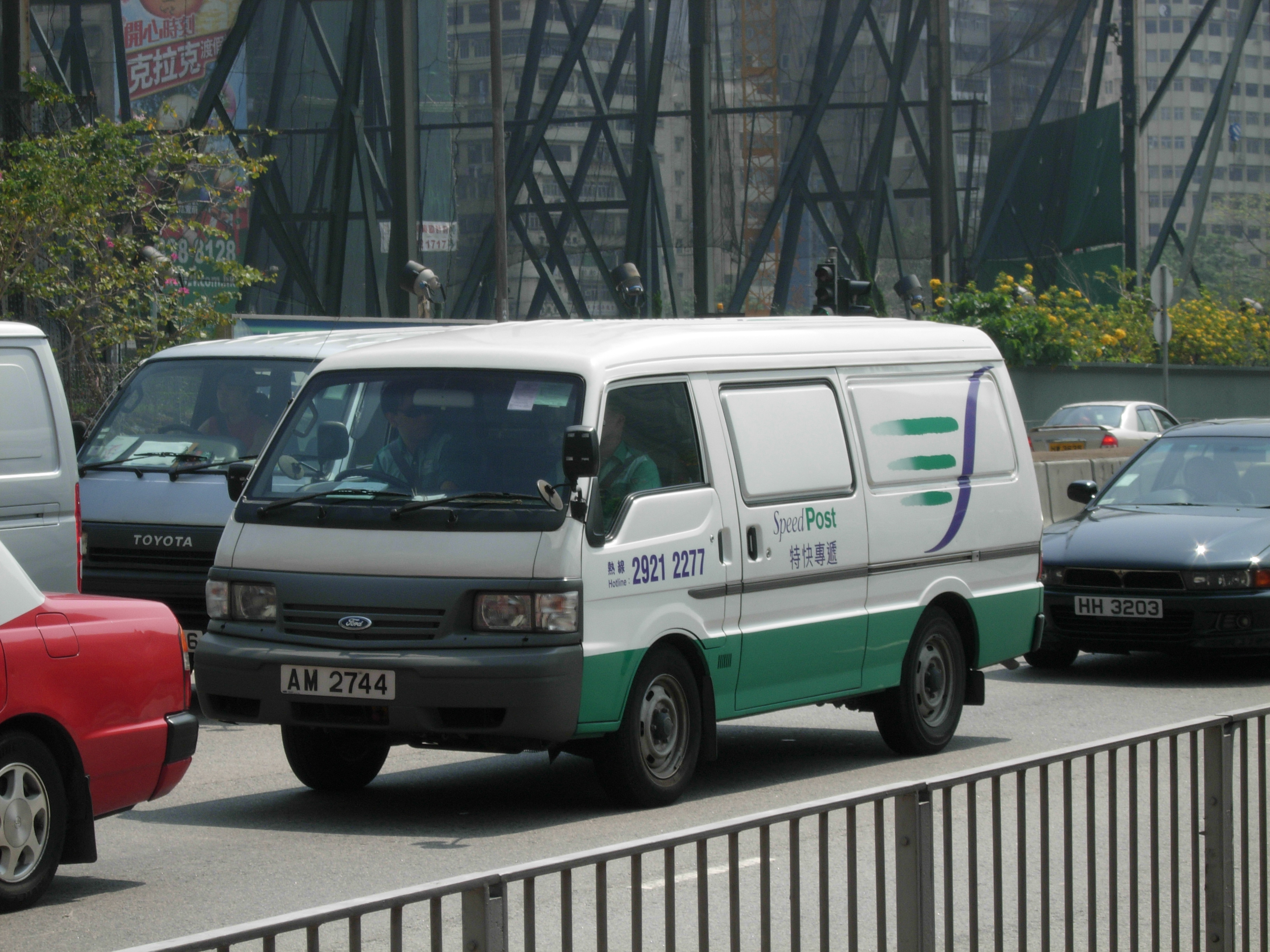
配有政府專用AM車牌的特快專遞郵政車

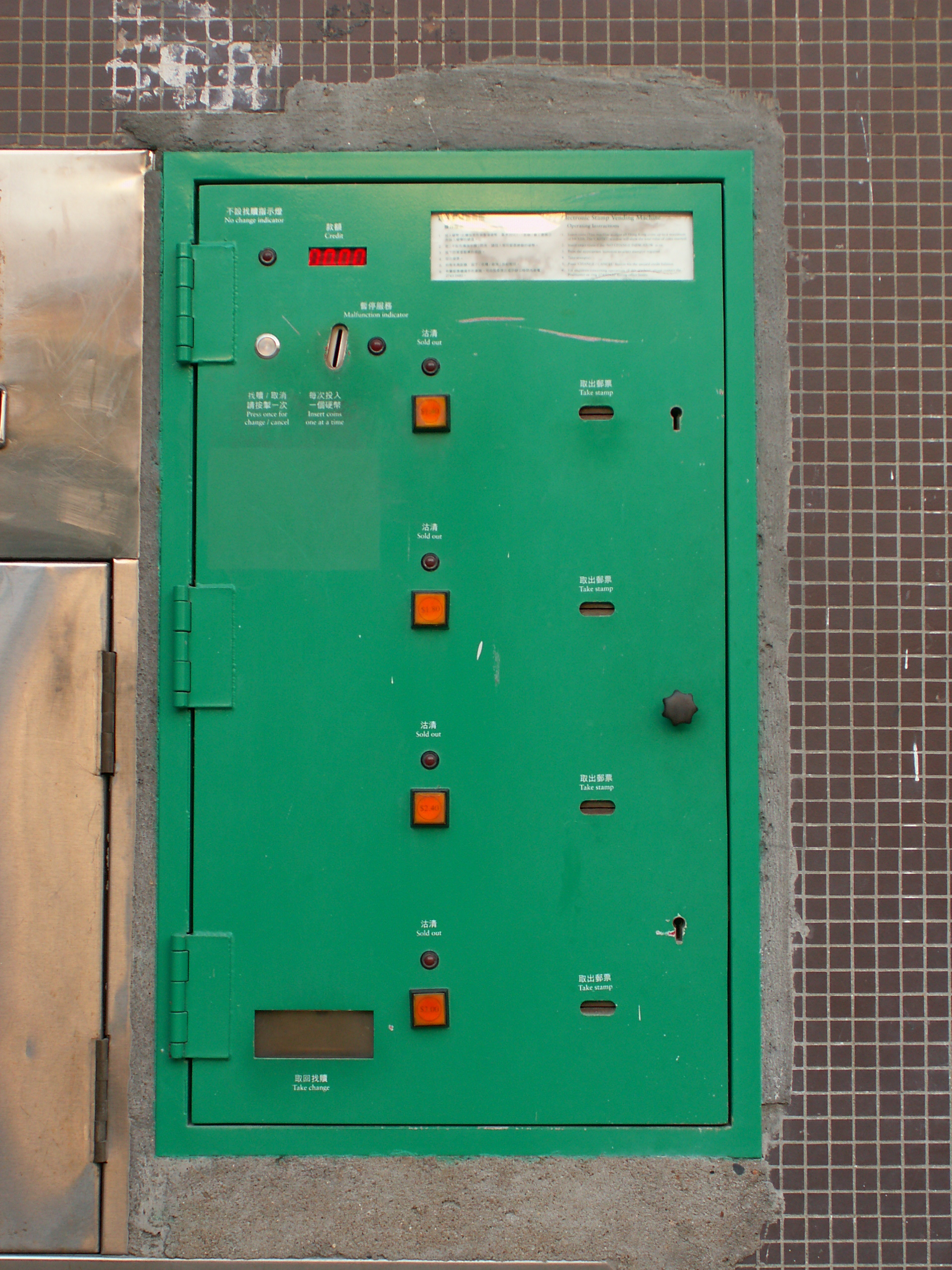
郵票自動售賣機

- 「郵繳通」（繳交政府部門及公共事業費用服務）：1996年9月，郵政署為差餉物業估價署及水務署提供服務，為期三年。當中，與差餉物業估價署簽訂的服務協議，於2000年5月屆滿，而與水務署的服務協議則於2000年11月屆滿。隨後，郵政署與差餉物業估價署簽訂的新服務協議，由2000年6月起生效，而與水務署的新協議，則由2000年12月起生效。
- 報關服務
- 郵政匯款服務
- 郵趣廊精品

集郵服務（只適用於部份郵政局）
- 郵品訂購服務
- 海外郵品訂購服務

電子業務
- 電子證書
- 郵電通：1997年6月推出，這項服務讓顧客透過電子郵遞系統或其他磁性媒體，將電子信息（包括月結帳單、發票及傳閱函件等）發送至郵電通中心。郵電通中心隨之將顧客的電子信息轉變為傳統紙類郵件（經打印及入信封），並派遞到收件人。
- 樂滿郵網上購物

## 郵政局

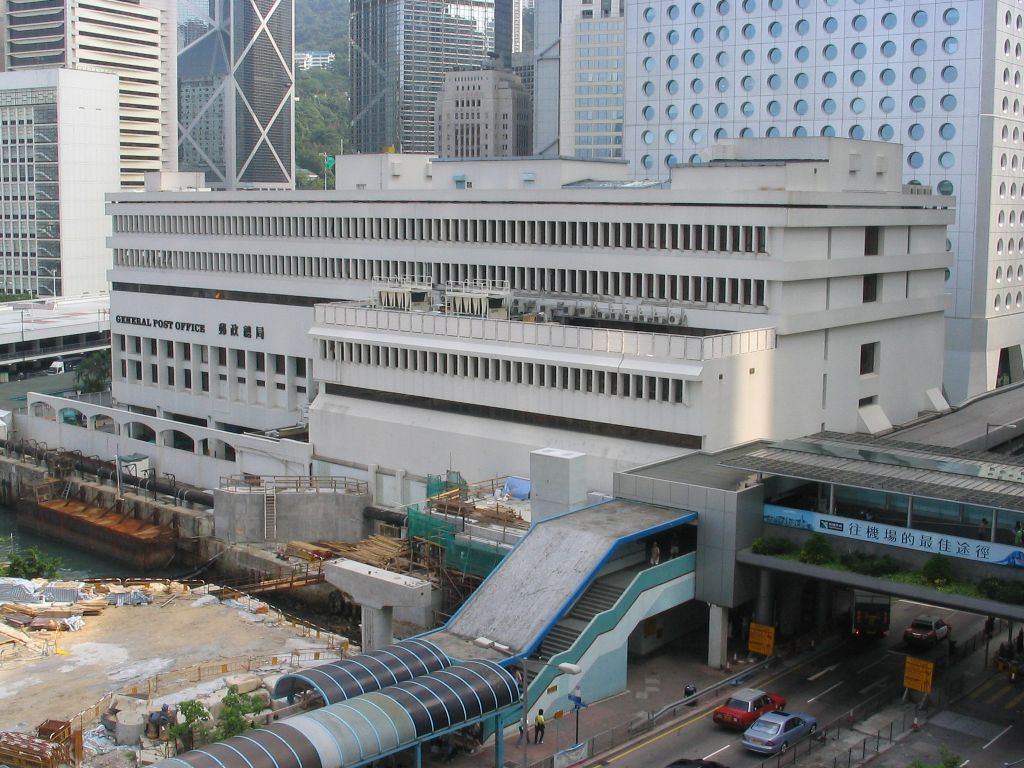
香港郵政總局

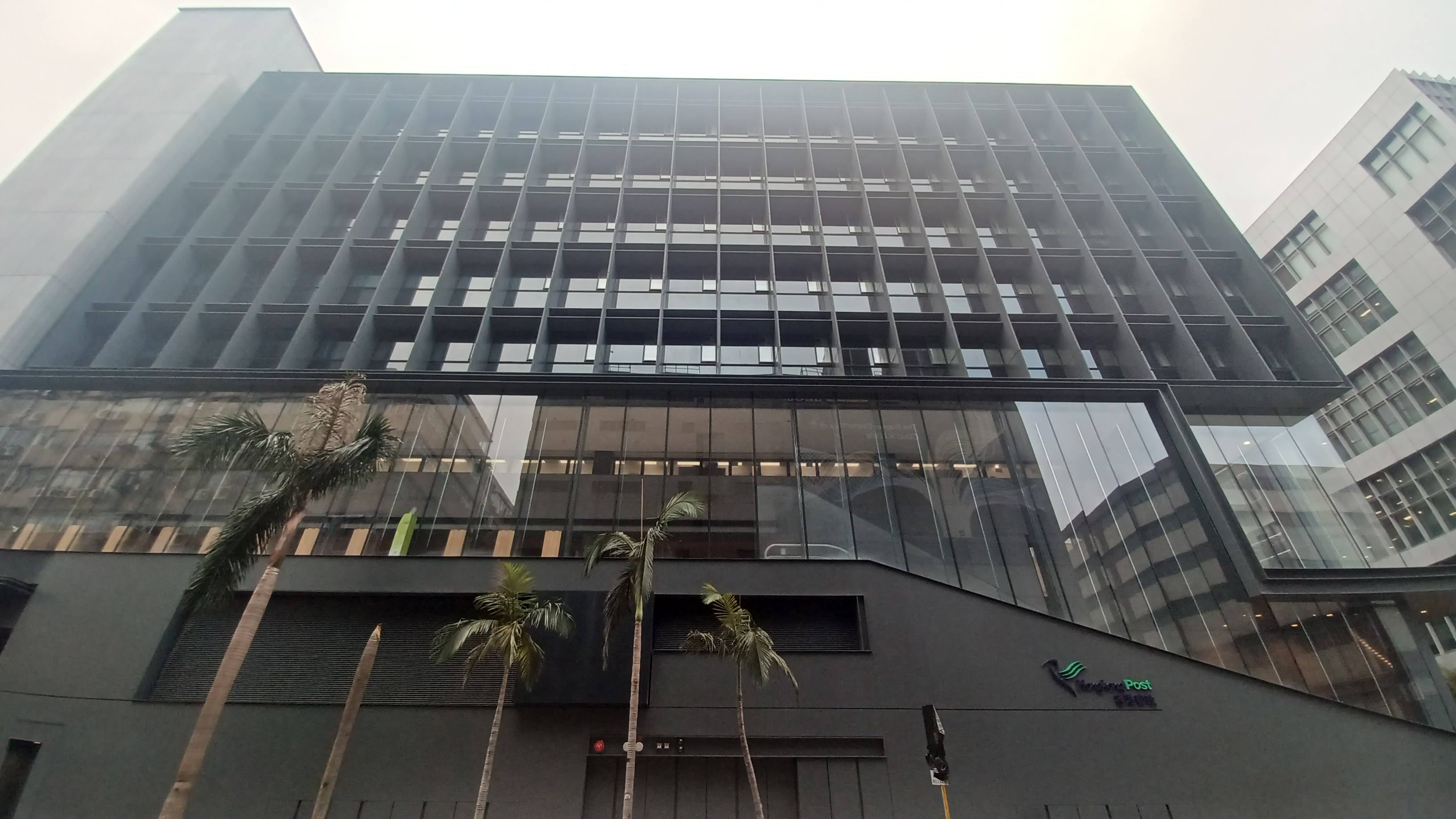
位於九龍灣的香港郵政大樓

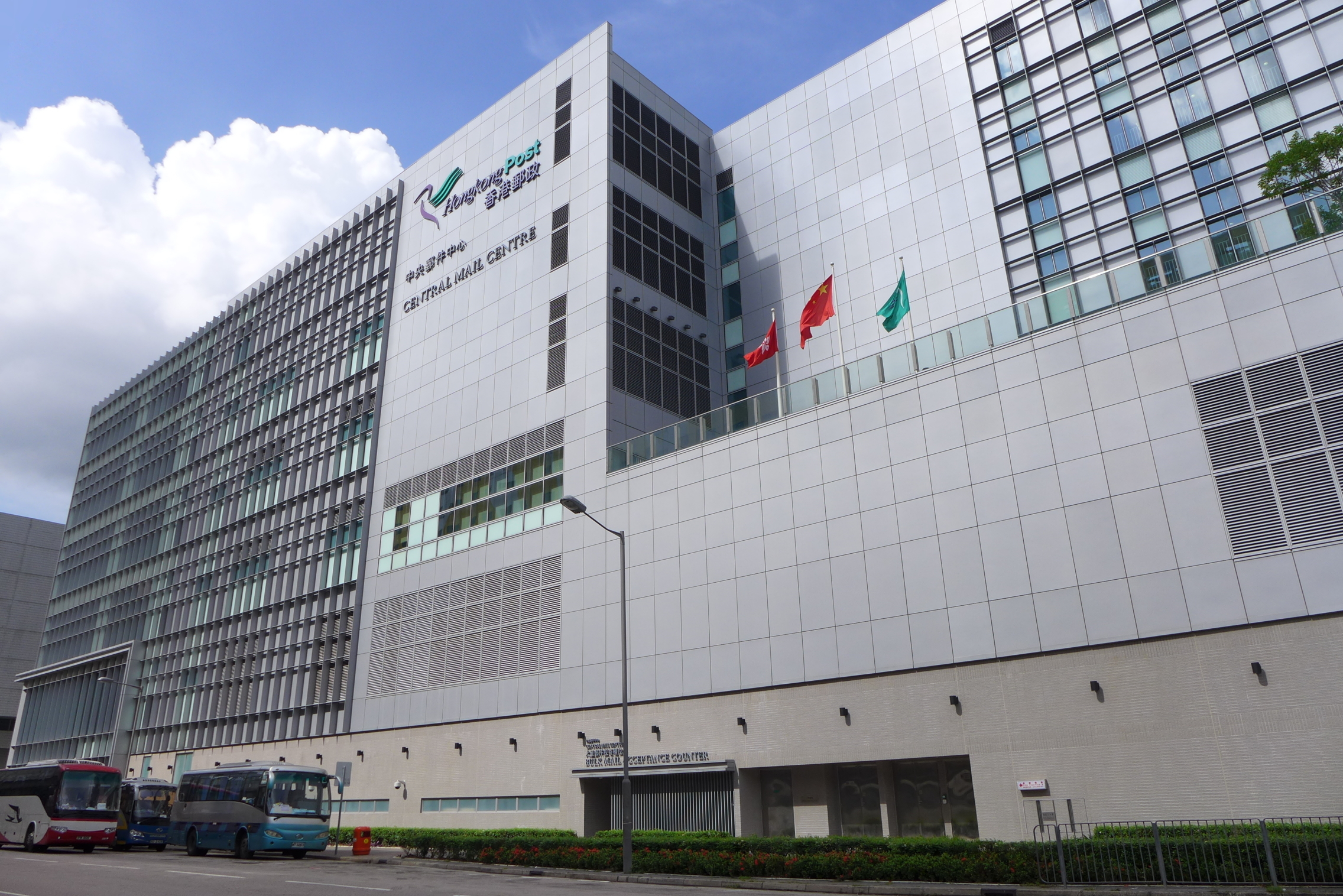
位於九龍灣的中央郵件中心

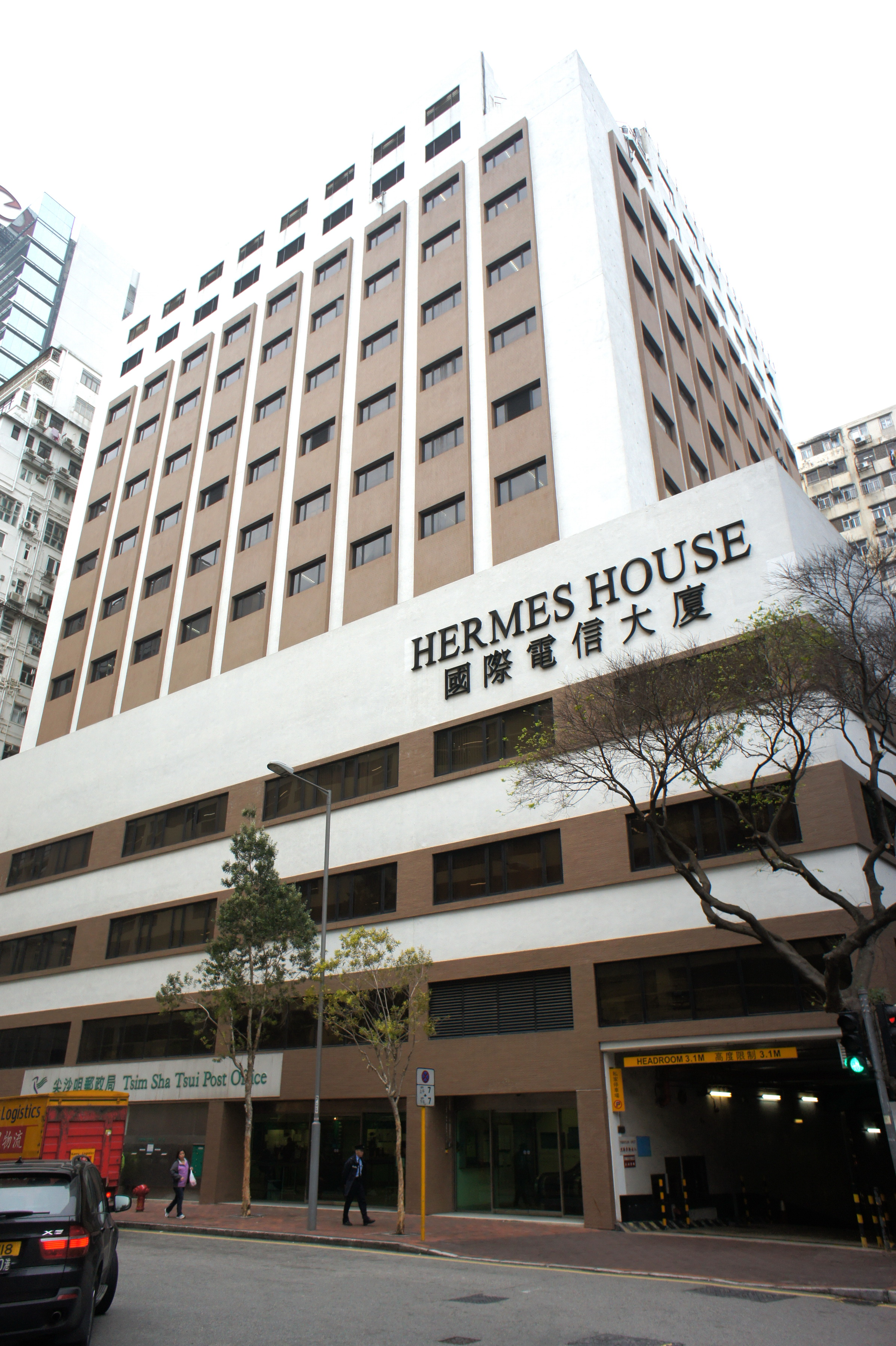
位於國際電信大廈地下及1樓的尖沙咀郵政局

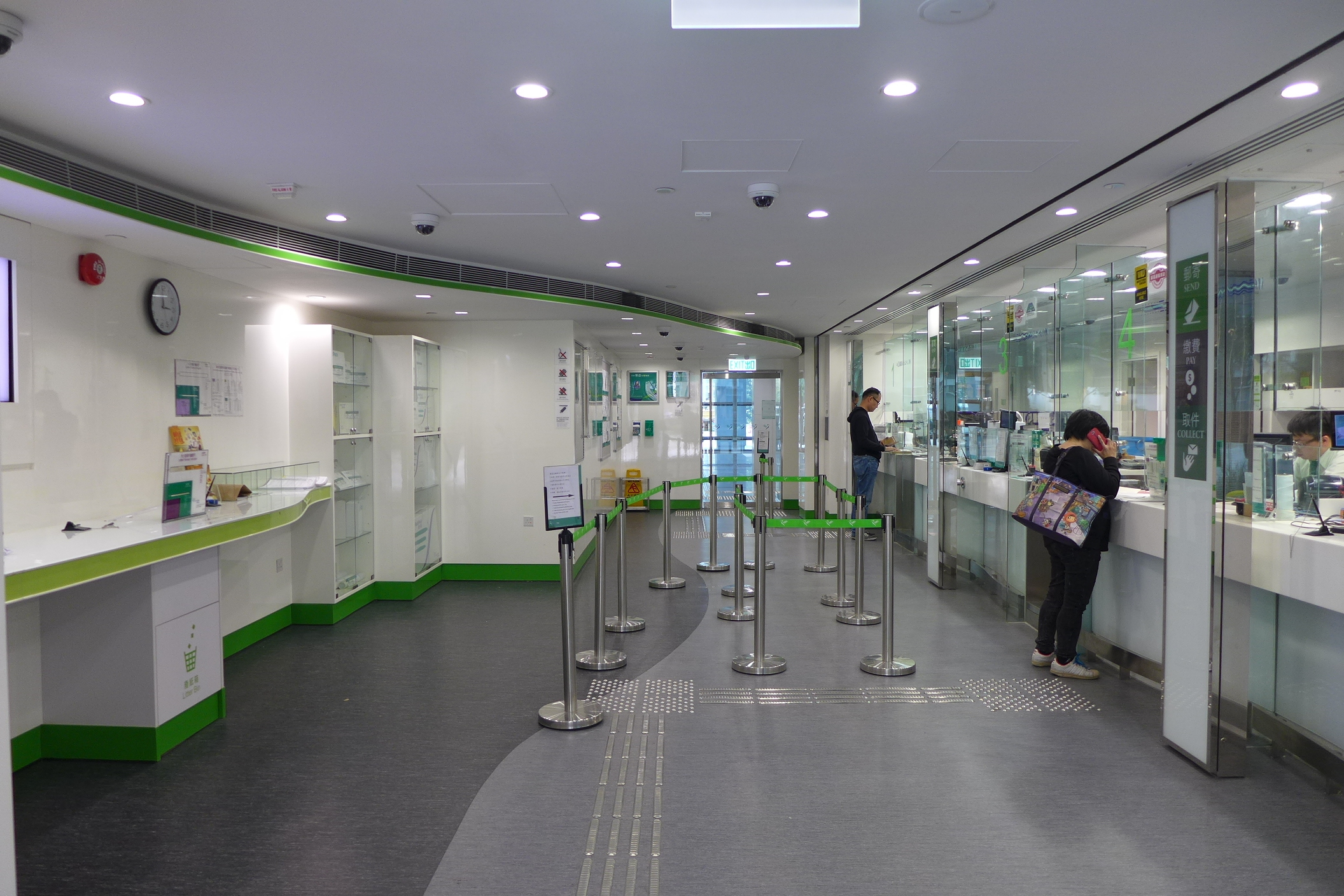
協調道郵政局內部

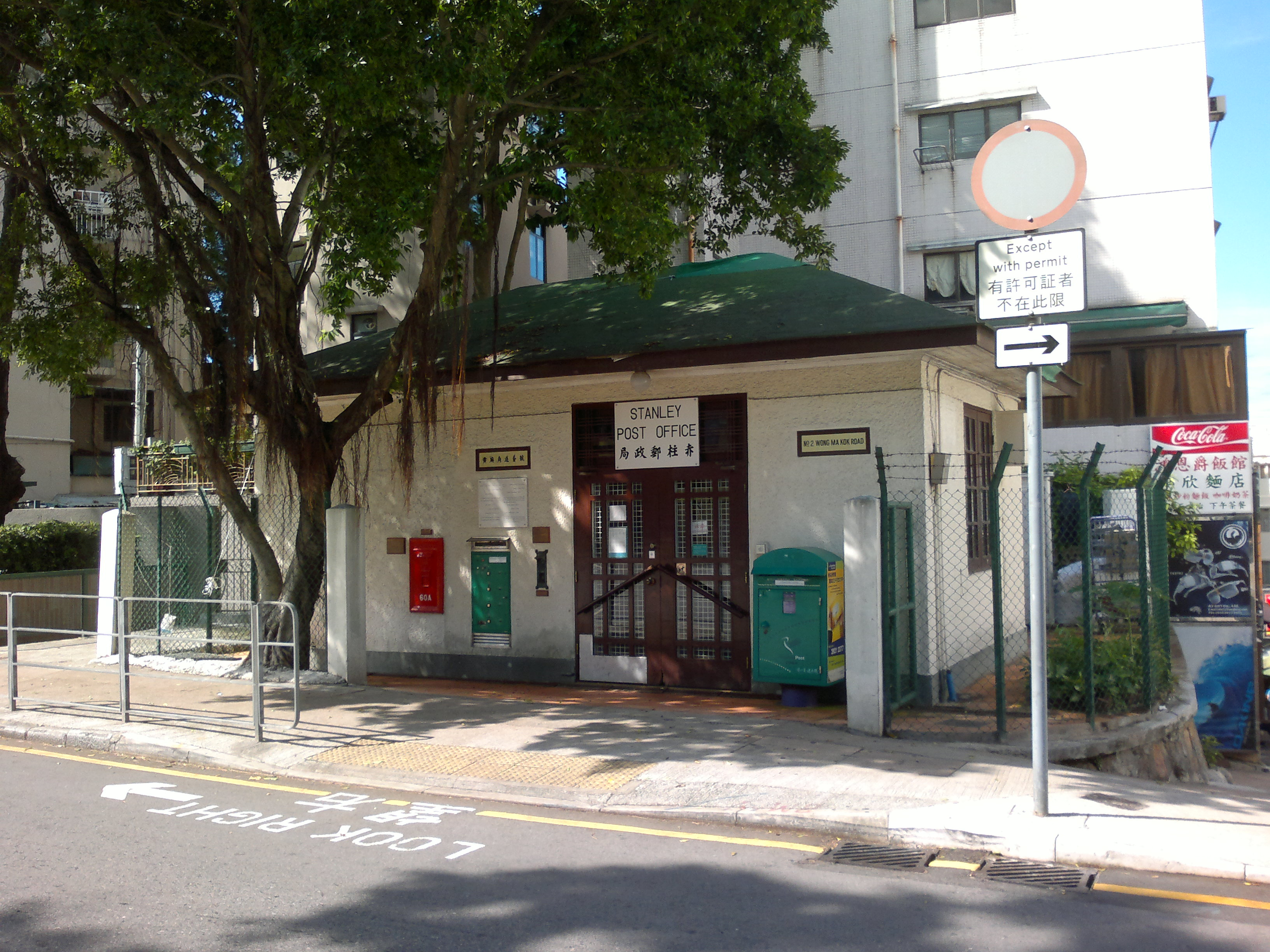
赤柱郵政局歷史悠久

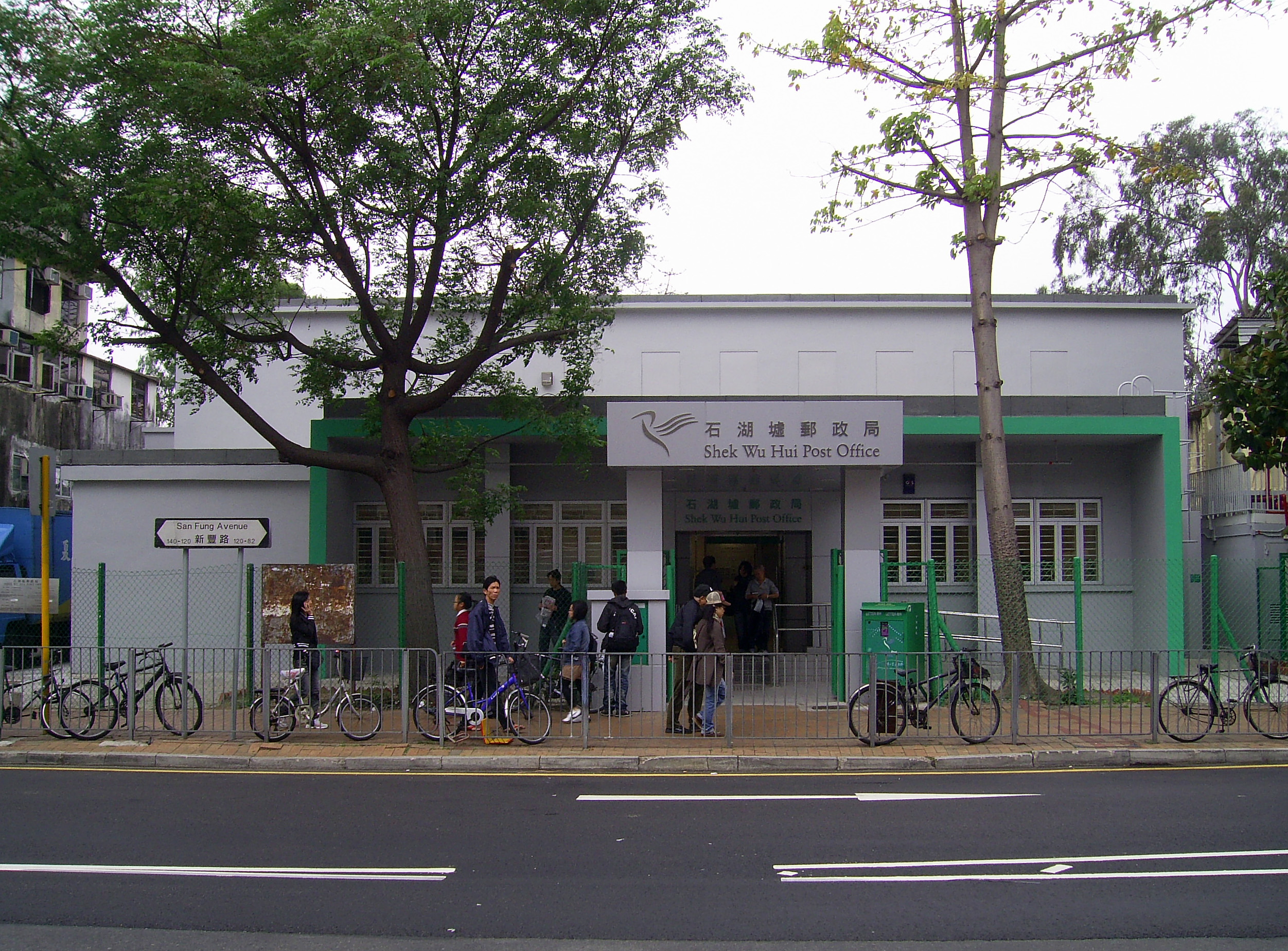
石湖墟郵政局

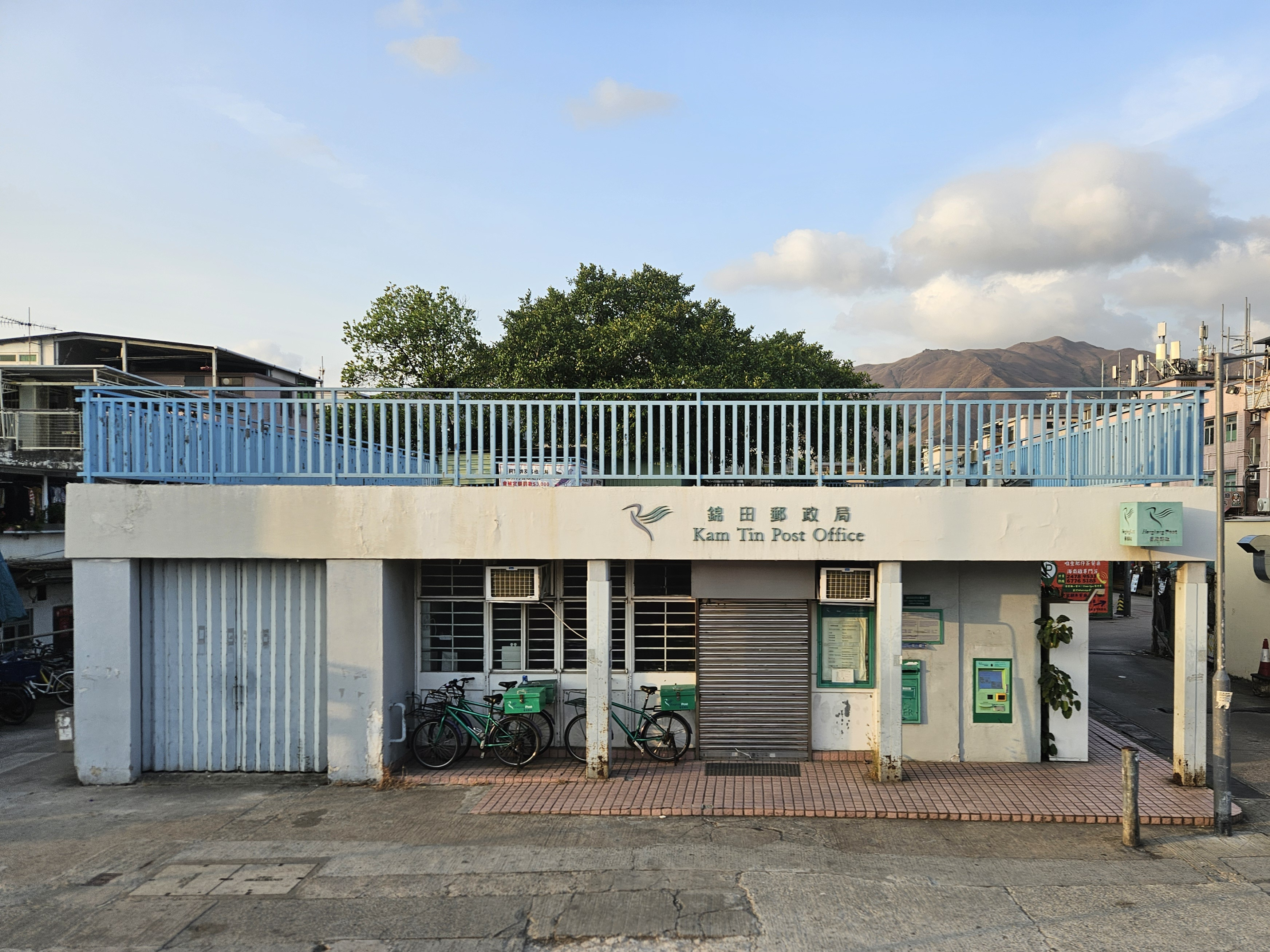
錦田郵政局

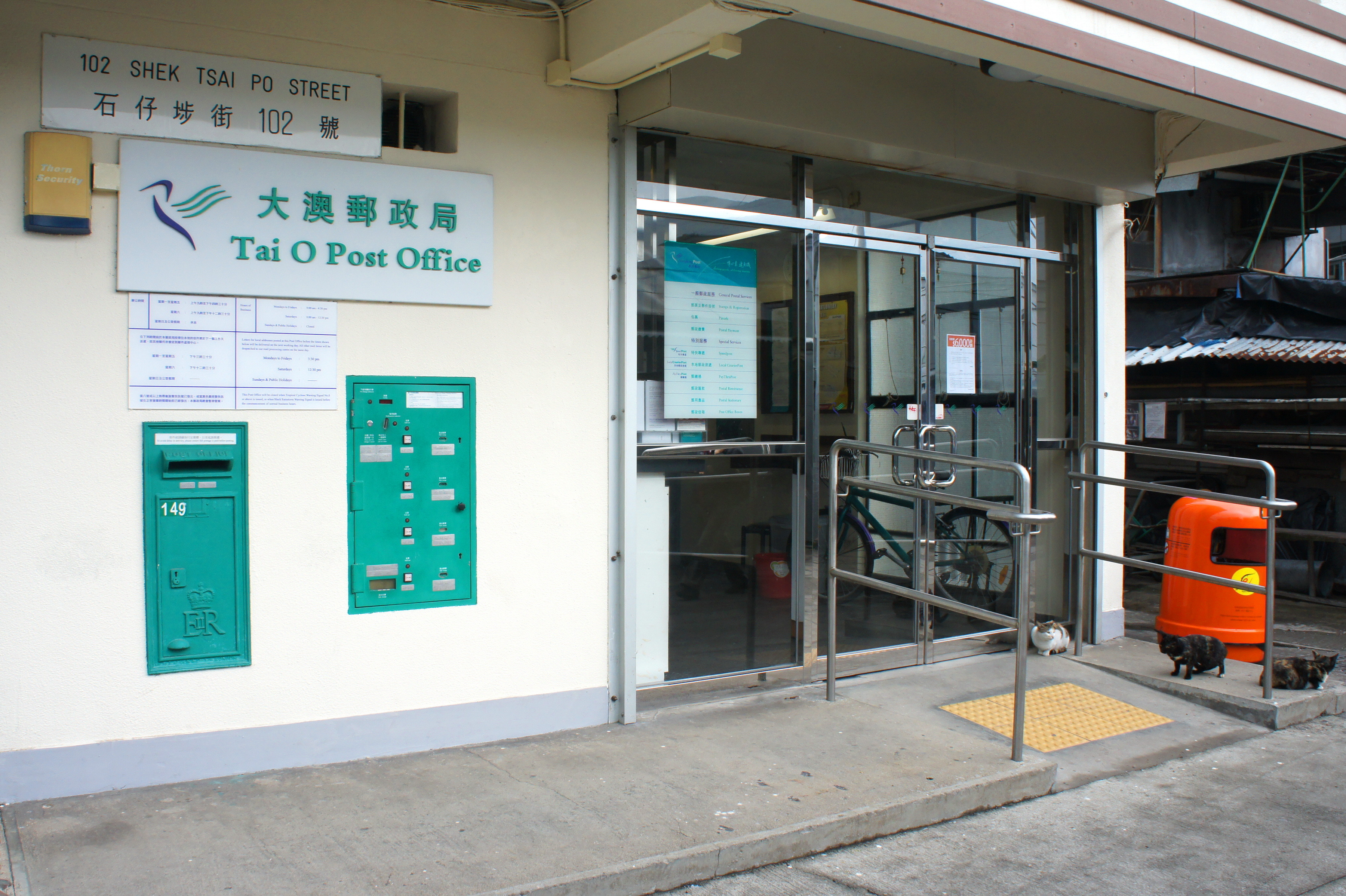
大澳郵政局

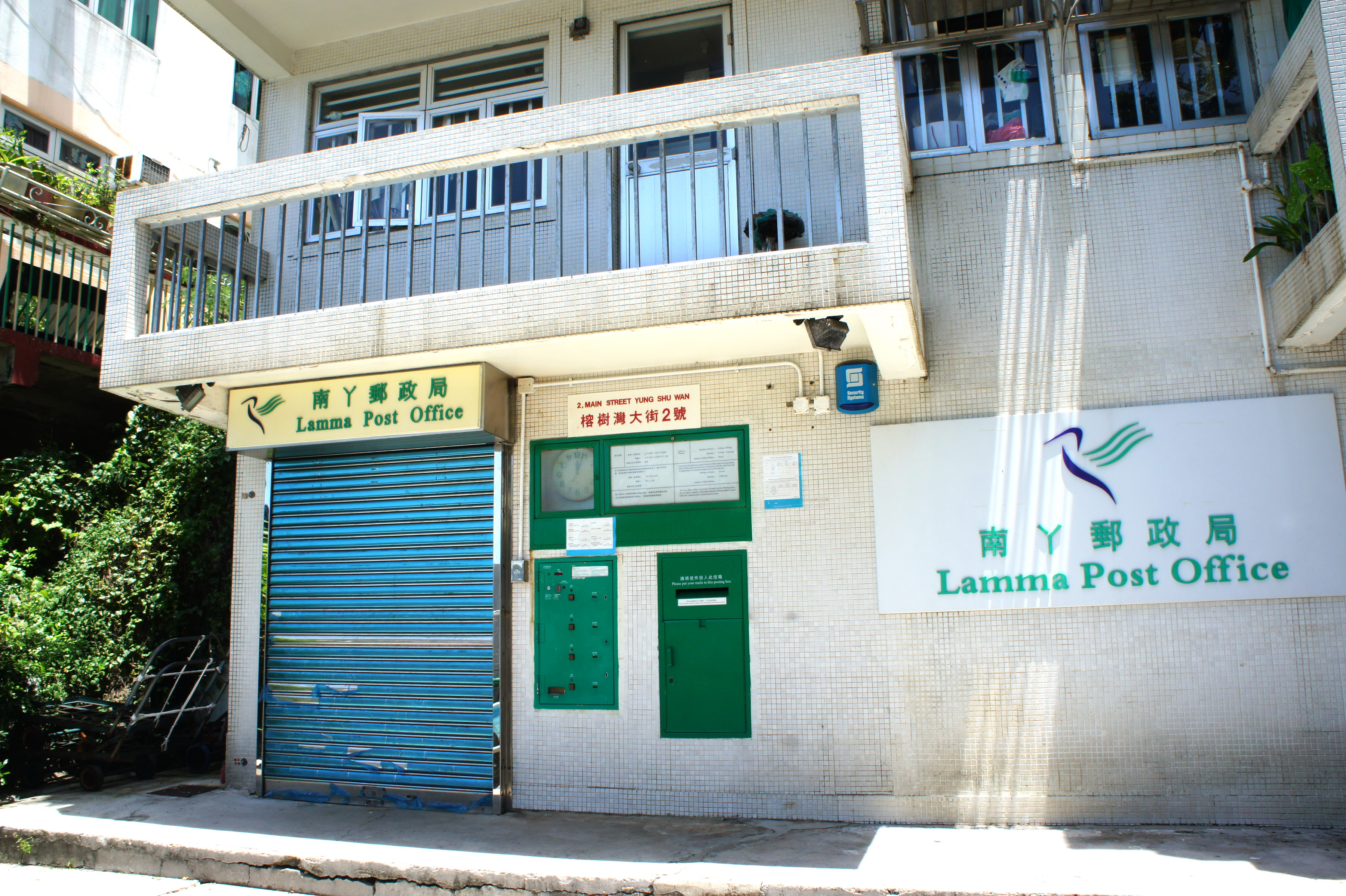
南丫郵政局

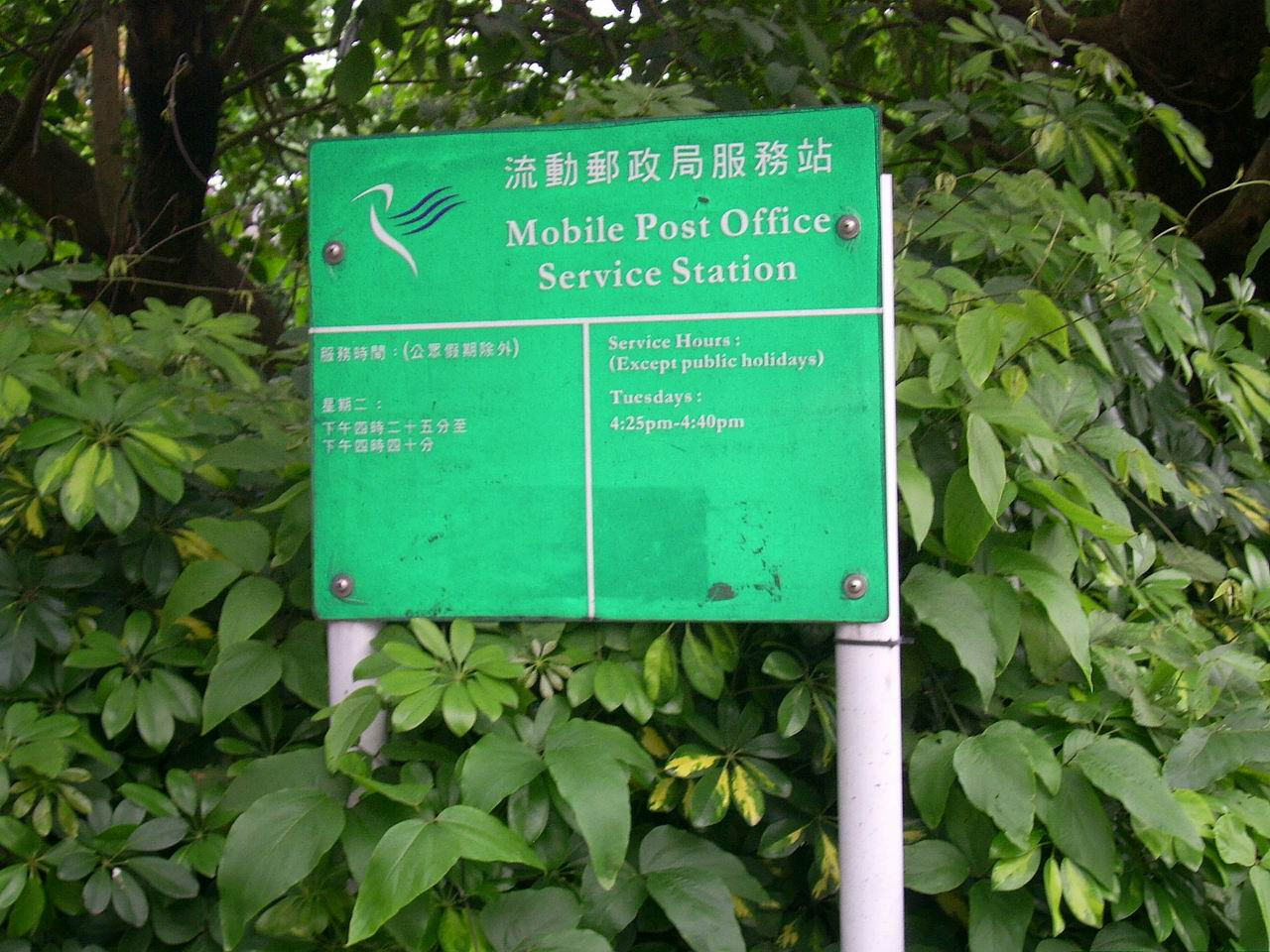
十四鄉流動郵政局指定停靠地點

截至2021年11月，郵政署共有120間郵政局遍佈香港、九龍、新界及離島各區，並且有3輛流動郵政局專車停泊較遠離郵政局的地區，為不同地區的香港市民提供郵政服務。
香港島（29）郵局地址及辦公時間（页面存档备份，存于）
- 中西區：郵政總局[9]、上環、山頂、西營盤、堅尼地城、雲咸街
- 灣仔區：銅鑼灣、告士打道、軒尼詩道、跑馬地、白建時道、摩理臣山、灣仔
- 東區：七姊妹、小西灣、太古城、杏花邨、柴灣、筲箕灣、興民街、興發街、英皇道
- 南區：利東、赤柱、香港仔、薄扶林、淺水灣、華富、鴨脷洲

九龍（35）郵局地址及辦公時間（页面存档备份，存于）
- 油尖旺區：九龍中央、尖沙咀、大角咀、加連威老道、廣華街
  - 旺角郵政局（弼街37號旺角機樓1樓）：香港郵政與香港建築師合作，耗資400萬港元翻新人流多、客種廣的旺角弼街郵政局，以全新的設計，改善過往郵政局經常見到的分流及效率問題之餘，亦一切更改以往的刻板形象，新增無障礙設施。除了獲得職員和公眾認同外，更獲得國際設計獎項A' Design Award，此項全新設計將會成為未來各區郵政局翻新時的計劃模辦[10]。
- 深水埗區：又一村、石硤尾、蘇屋、長沙灣、美孚新邨、深水埗、麗閣
- 九龍城區：九龍城、土瓜灣、何文田、紅磡灣、愛民、機利士路、協調道
- 黃大仙區：牛池灣、竹園、彩虹邨、富山、黃大仙、慈雲山、樂富
- 觀塘區：九龍灣、牛頭角、秀茂坪、東九龍、油塘、順利、藍田、觀塘

新界（48）郵局地址及辦公時間（页面存档备份，存于）
- 元朗區：
  - 元朗市中心：元朗
  - 天水圍：天悅、天耀
  - 元朗鄉郊：新田、錦田、錦繡花園
- 屯門區：屯門中央、大興、良景、富泰、蝴蝶
- 荃灣區：石圍角、荃灣西、荃灣、楊屋道、梨木樹
- 葵青區：
  - 葵涌：石籬、荔景、葵芳、葵涌、葵盛
  - 青衣：青衣、長發
- 北區：
  - 上水：石湖墟
  - 粉嶺：華明、粉嶺
  - 鄉郊：沙頭角
- 大埔區：大埔、富善、運頭塘
- 西貢區 ：
  - 西貢市中心：西貢
  - 將軍澳：尚德、彩明、寶琳、將軍澳
- 沙田區：
  - 沙田：沙田中央、火炭、禾輋、沙田第一城、沙角、美林、新翠、廣源、顯徑
  - 馬鞍山：利安、恆安、馬鞍山、錦泰

離島（8）郵局地址及辦公時間（页面存档备份，存于）
- 大嶼山：
  - 東涌及機場：東涌、機場[9]
  - 大嶼山其他地方：大澳、梅窩、愉景灣
- 坪洲：坪洲郵政局
- 長洲：長洲郵政局
- 南丫島：南丫郵政局

### 流動郵政局
流動郵政局是由一輛小型巴士改裝而成，方便行走至偏遠地區，為離郵政服務設施偏遠地區的市民提供郵政服務。流動郵政局能提供一般郵政局所設的基本服務（包括本地郵政速遞及特快專遞），惟包裹重量有較大限制。三所流動郵政局均配備「綜合郵務系統」，為市民提供繳費通及郵政服務。
郵政署轄下有3所流動郵政局，星期一至星期五（公眾假期除外）指定時間停靠指定地方提供郵政服務。
流動郵政局主要服務地區（页面存档备份，存于）
- 元朗區：洪水橋、新圍、廈村、流浮山、橫台山、東頭圍、朗屏邨
- 屯門區：黃金海岸、三聖邨、龍門居、兆康苑、山景邨、藍地
- 荃灣區：深井、豪景花園、荃威花園、川龍村
- 北區：軍地、馬尾下、打鼓嶺、蕉徑
- 大埔區：林村、康樂園、大埔工業邨、船灣（船灣聯村）、汀角村、大美督、坪朗
- 西貢區：銀線灣、清水灣道十咪半（碧沙路）、坑口永隆路、上洋、大坳門、清水灣道七咪（嘉樹路清水灣大廈）、打鼓嶺新村、大埔仔、南圍、西徑
- 深水埗區：郝德傑道
- 沙田區：穗禾苑、威爾斯親王醫院、新田圍邨
- 離島區：長沙、貝澳、東涌壩尾村
- 觀塘區：樂華邨

### 派遞局
郵政署在全香港共有23間派遞局處理香港、九龍及新界各區的派遞工作，各派遞局主要負責日常信件及掛號郵件之派遞。
香港島及部分離島（7）
- 郵政總局派遞局：灣仔北（部份）、金鐘、中環、上環、西營盤、堅尼地城、半山區、山頂
- 灣仔派遞局：灣仔區、銅鑼灣、大坑、摩利臣山、掃捍埔、渣甸山、跑馬地
- 東區派遞局：北角區、鰂魚涌、七姊妹、西灣河
- 柴灣派遞局：太古城、西灣河、筲箕灣、柴灣、小西灣、石澳山、白筆山（紅山）、石澳、赤柱、大潭
- 香港仔派遞局：鴨脷洲、舂坎角、南灣、中灣、淺水灣、深水灣、壽臣山、黃竹坑、布廠灣、深灣、香港仔區、南丫島（南部）、華富、部份薄扶林道及摩星嶺區
- 南丫島派遞局：南丫島（除索罟灣、蘆鬚城、模達灣、東澳及石排灣）
- 長洲派遞局
- 坪洲派遞局

九龍（6）
- 尖沙咀派遞局：尖沙咀、九龍站一帶、黃埔花園及黃埔新邨、紅磡（部份）、理工大學
- 九龍中央派遞局：窩打老道山、何文田、九龍塘、九龍城（部份）、又一村、佐敦、油麻地、旺角、大角咀
- 九龍灣派遞局：九龍灣、紅磡（部份）、土瓜灣、九龍城（部份）、黃大仙、慈雲山、樂富、橫頭磡、竹園、斧山、啟德
- 東九龍派遞局：新蒲崗、鑽石山、牛池灣、牛頭角、觀塘、藍田、油塘、鯉魚門、秀茂坪及安達臣道新區
- 長沙灣派遞局：石硤尾、深水埗、長沙灣、荔枝角、美孚、城市大學
- 將軍澳派遞局：清水灣、將軍澳

新界東（3）
- 沙田中央派遞局：大圍、沙田、火炭、小瀝源、馬料水、大埔白石角填海區、深涌、荔枝莊、東平洲、沙田坳、觀音山、茂草岩、馬鞍山、大水坑、十四鄉部份地區（樟木頭、泥涌、西澳、輋下、官坑、馬牯欖及大洞）
- 大埔派遞局：大埔區（除白石角填海區及大埔西貢北）、烏蛟騰、九坦租
- 西貢派遞局：西貢區、西貢半島、白沙灣、蠔涌、南圍、井欄樹、壁屋、大埔仔、十四鄉部份地區（井頭、西徑、瓦窰頭、企嶺下老圍及企嶺下新圍、大洞禾寮）、榕樹澳、塔門

新界北（1）
- 北區派遞局：古洞、上水、粉嶺、沙頭角、打鼓嶺

新界西（3）
- 元朗派遞局：元朗、天水圍、洪水橋、廈村、屏山、錦田及新田
- 屯門中央派遞局：屯門區
- 荃灣派遞局：荃灣區（德士古道以西地區）、青衣島、葵涌、馬灣

大嶼山（3）
- 東涌派遞局：東涌、機場、欣澳、大蠔
- 梅窩派遞局：梅窩、貝澳、長沙、芝麻灣、塘福、水口、石壁、昂坪、大澳
- 愉景灣派遞局：愉景灣

## 車輛

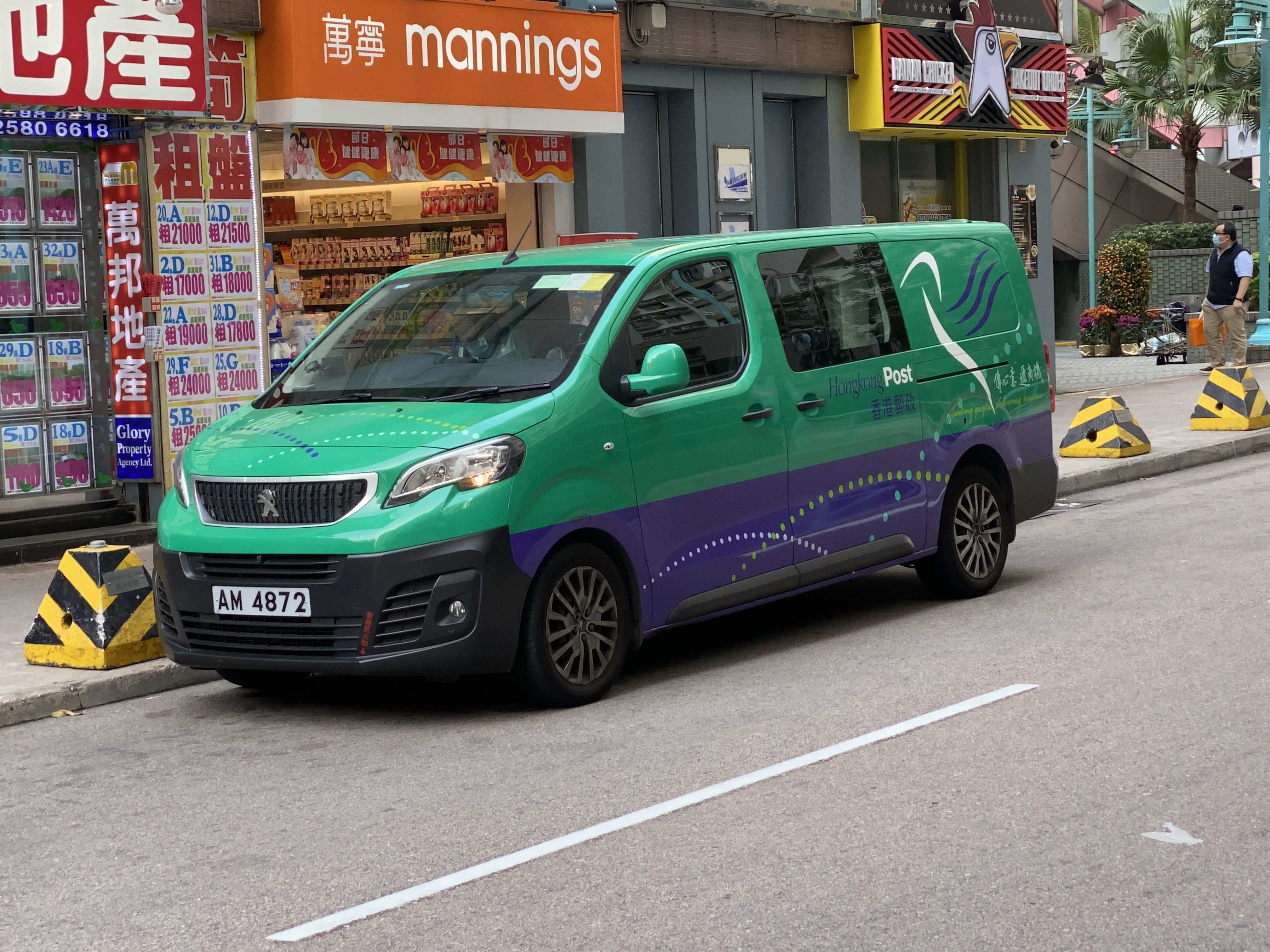
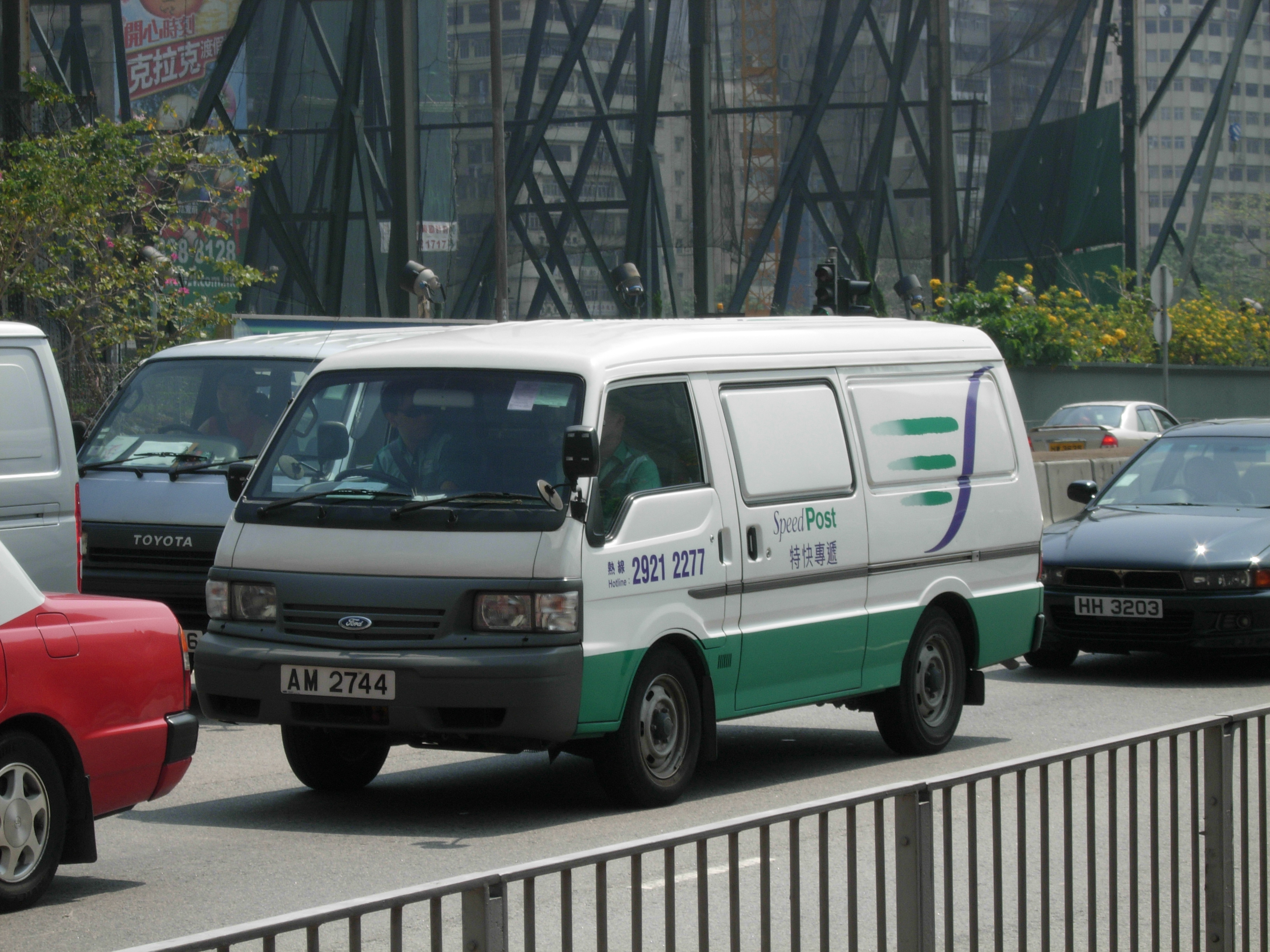
特快專遞郵政車
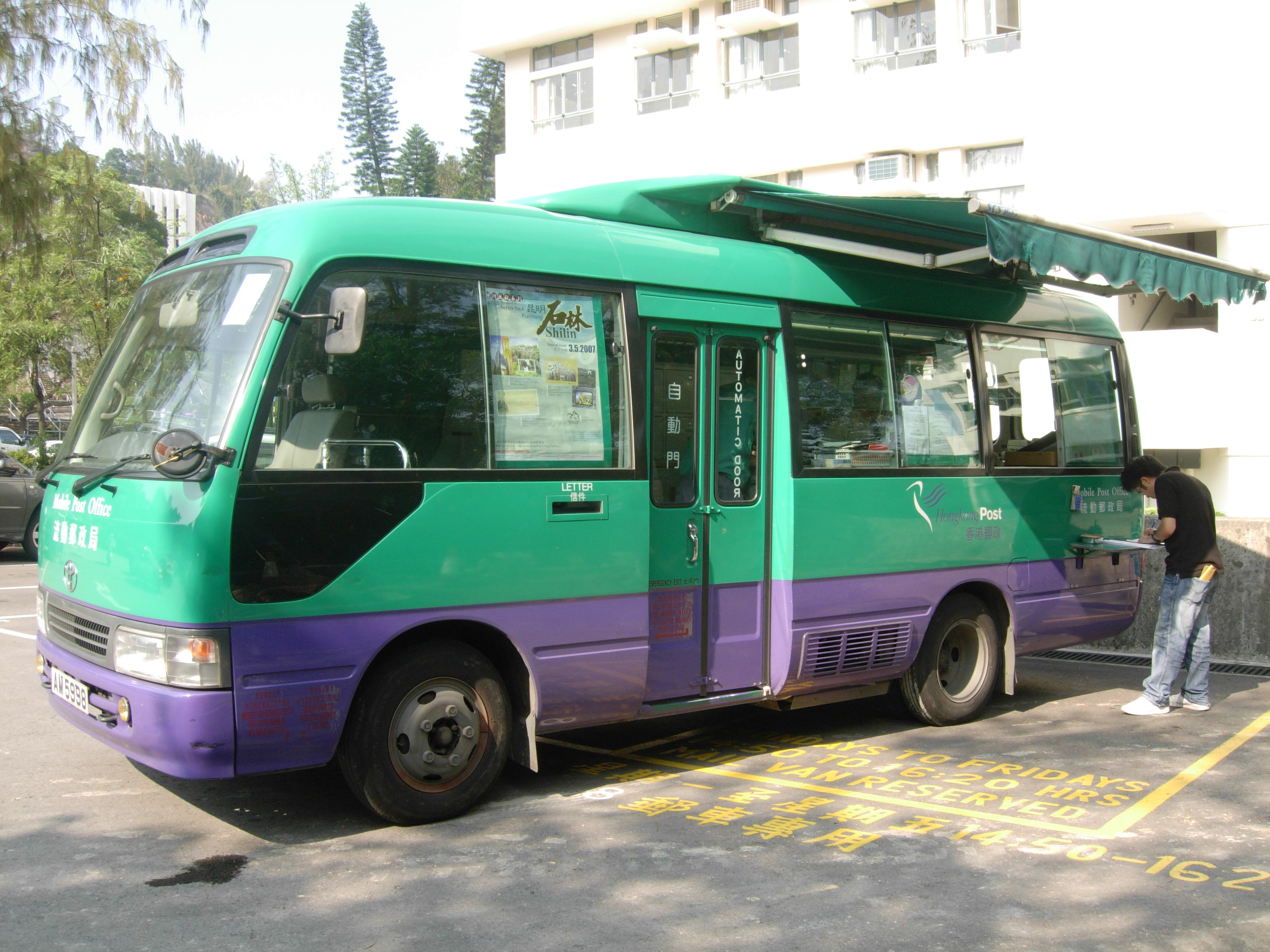
流動郵政局
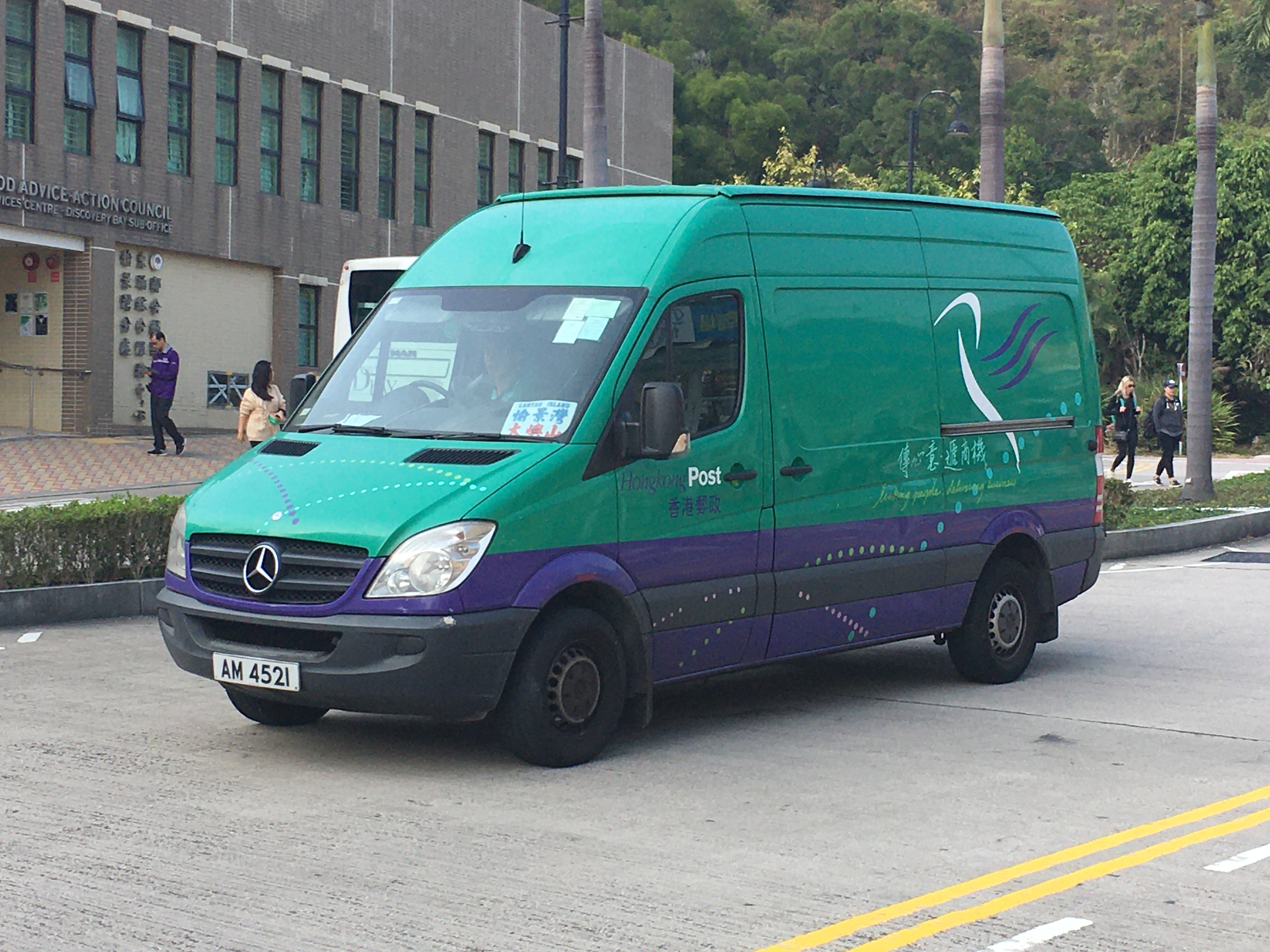
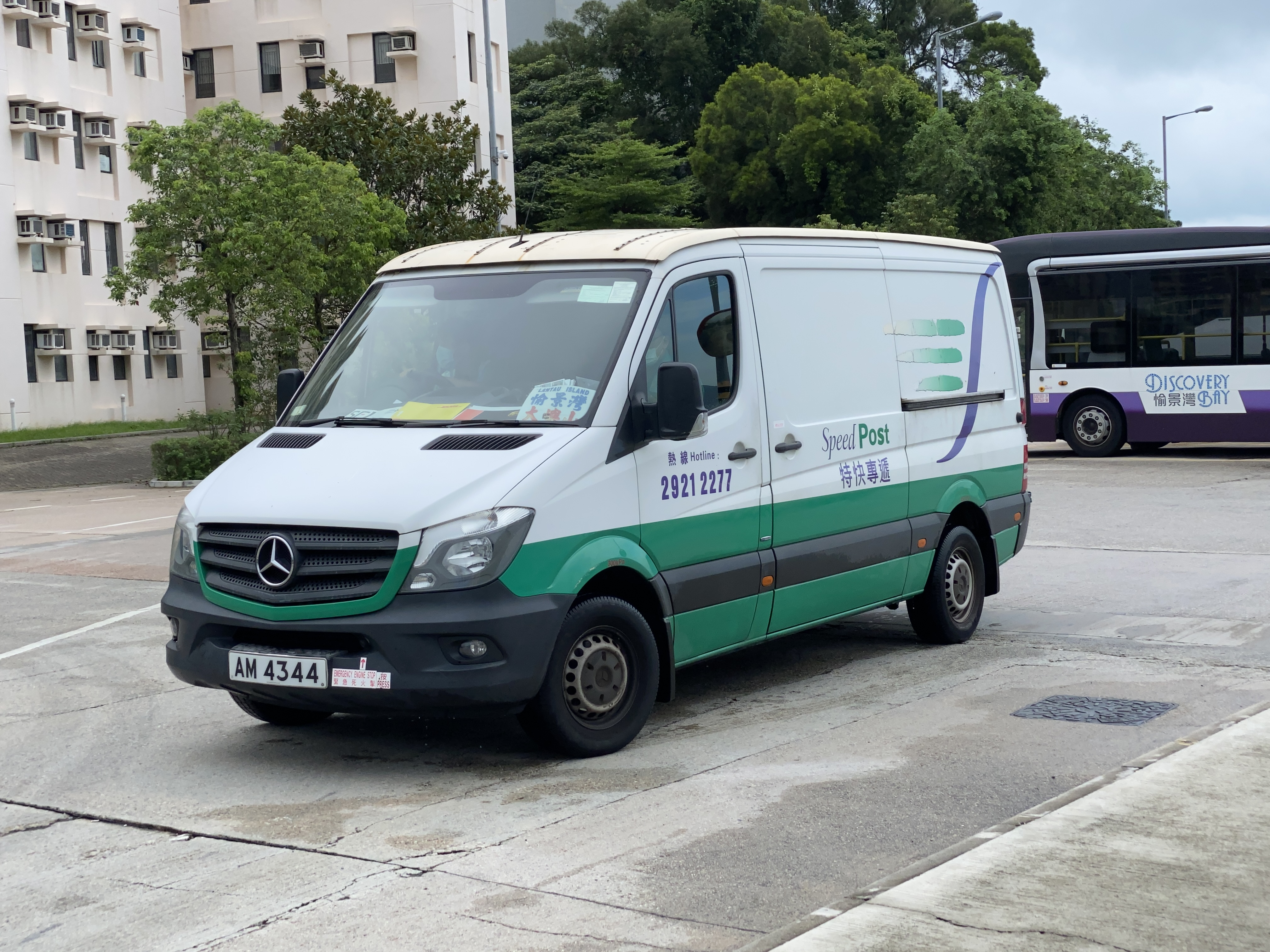
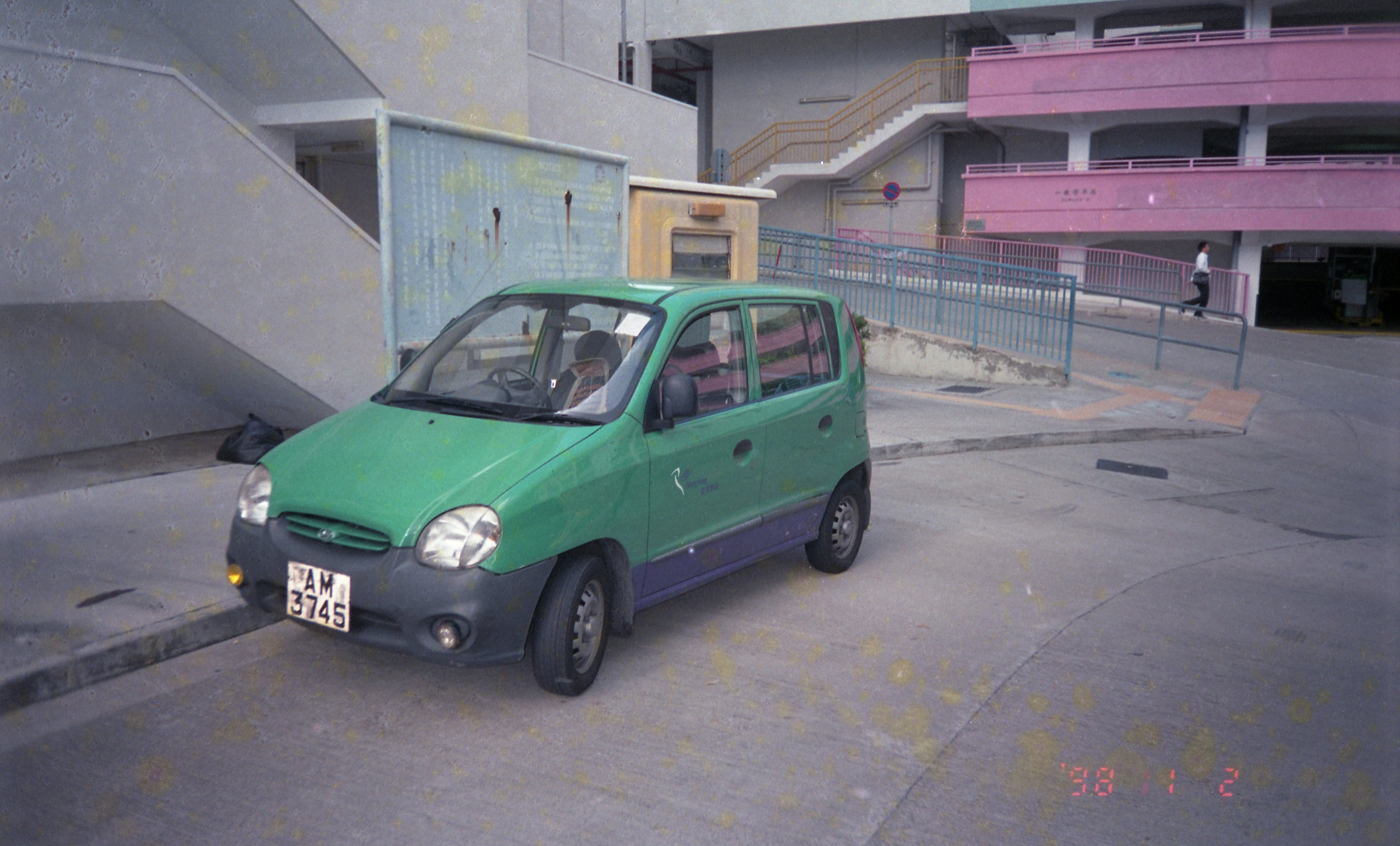
舊式小型郵政車
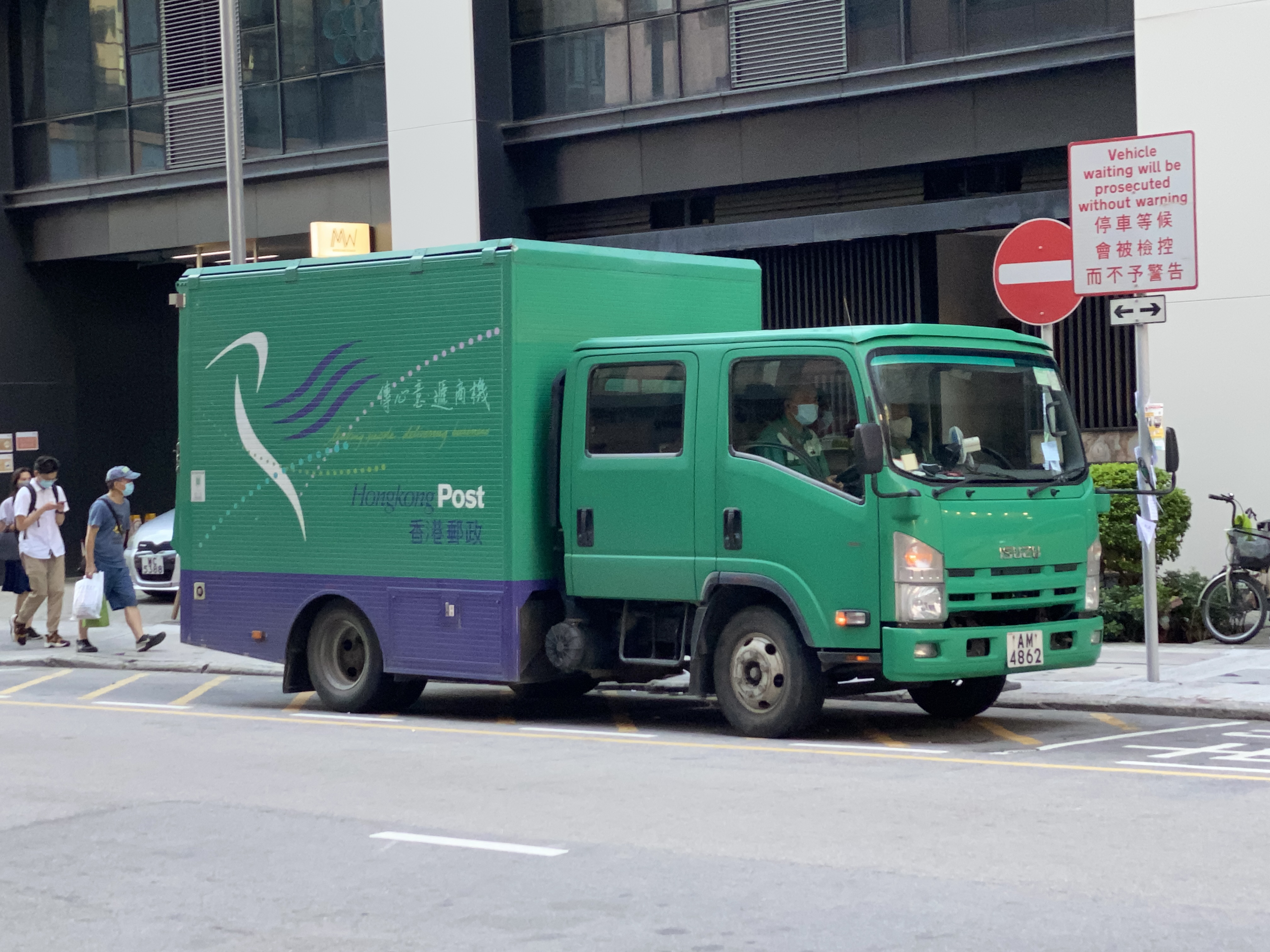
郵政貨車
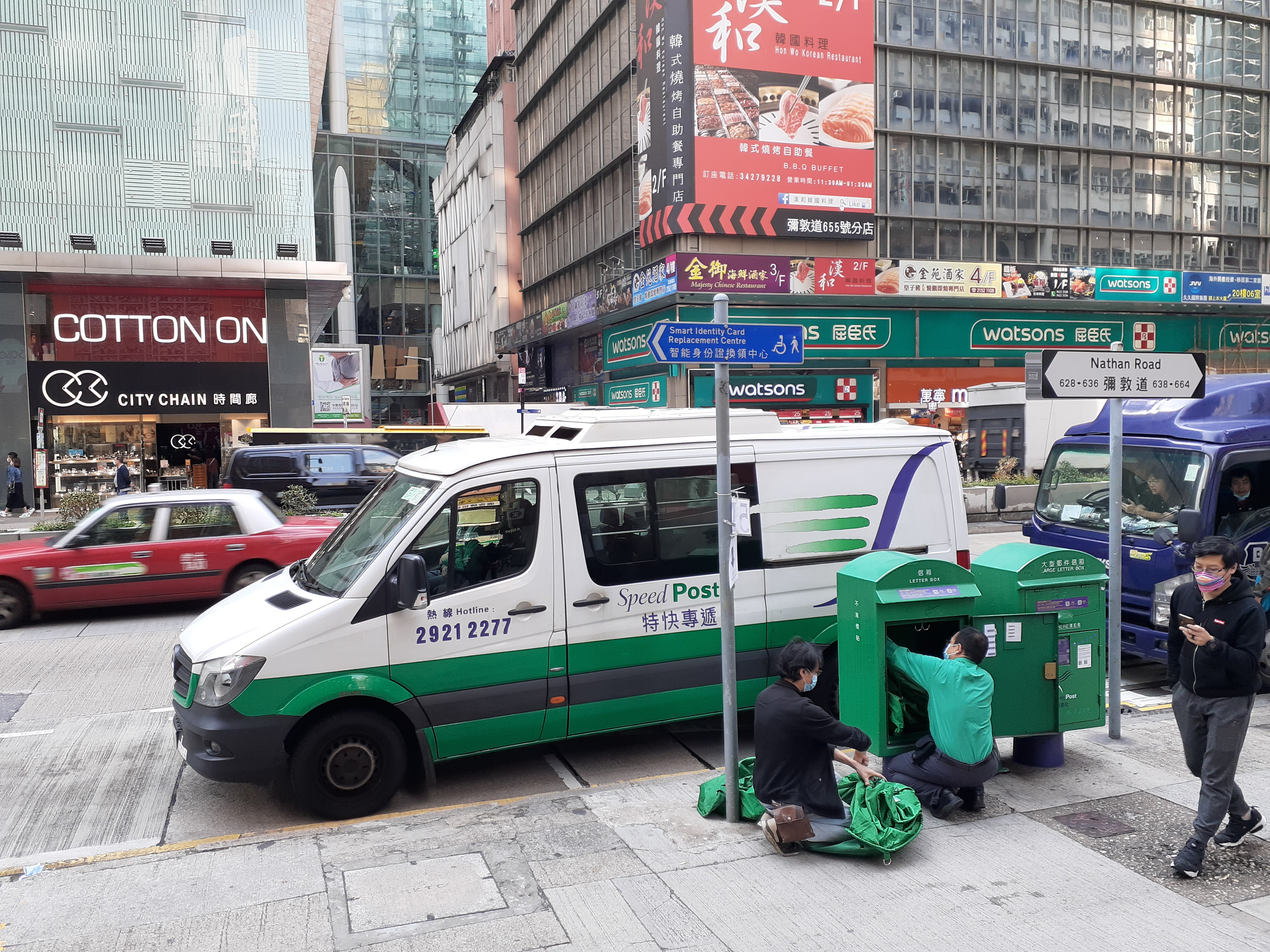
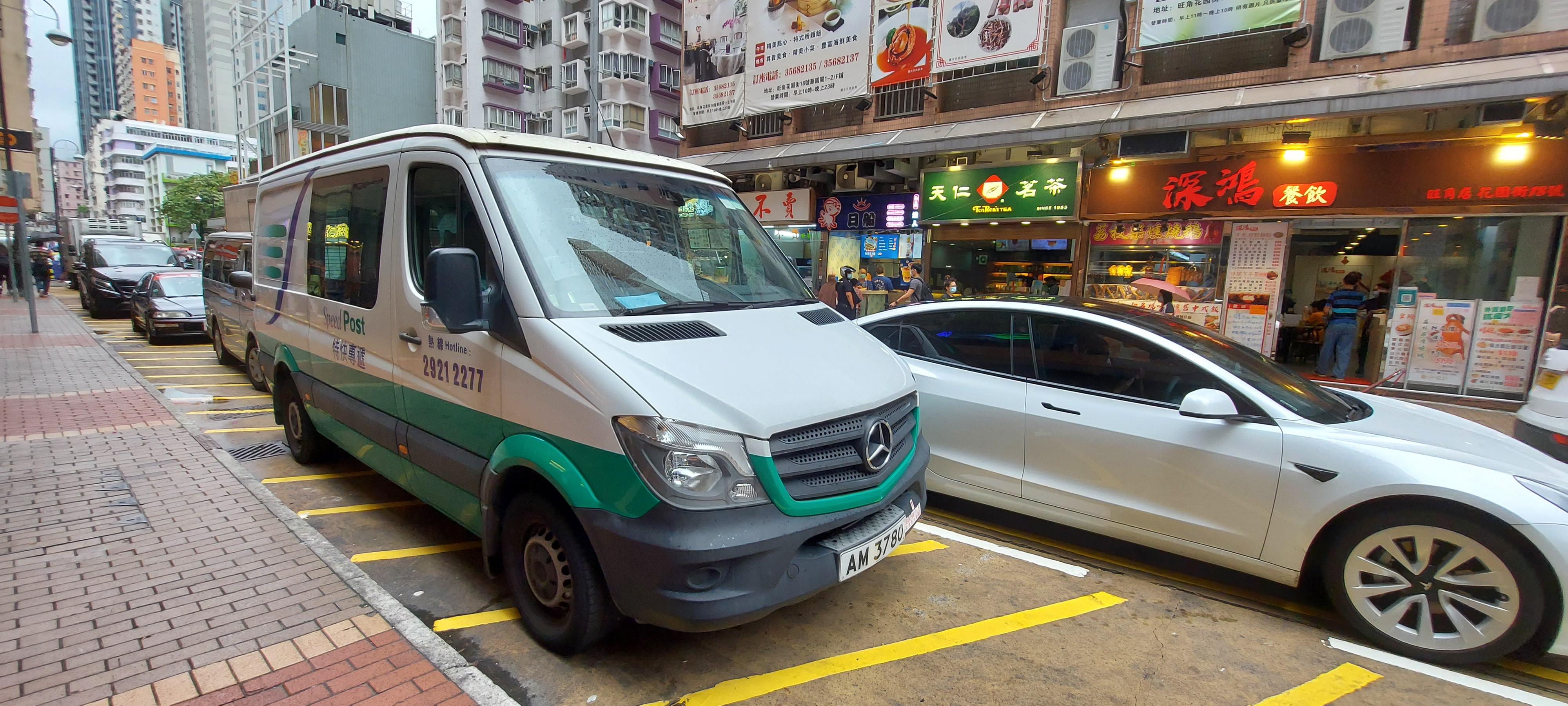
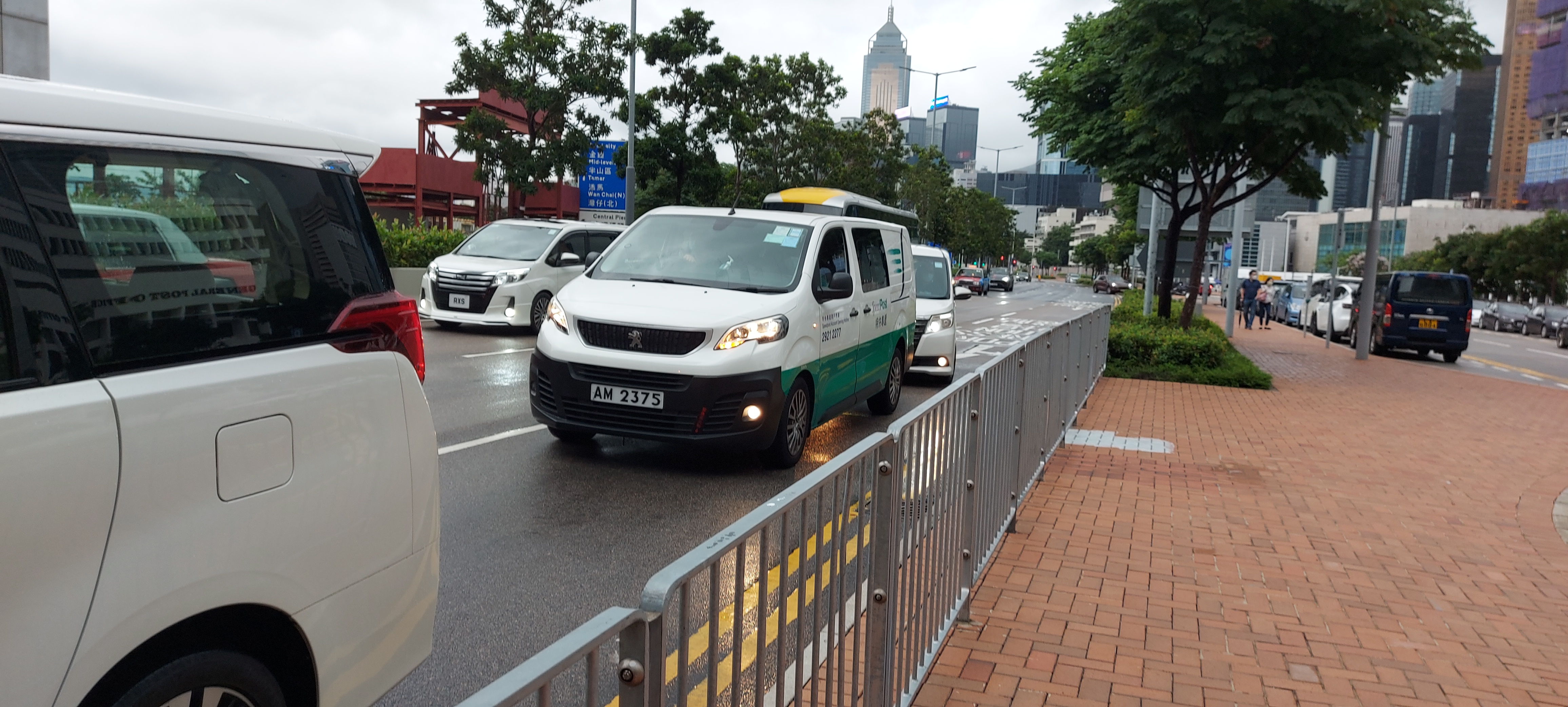
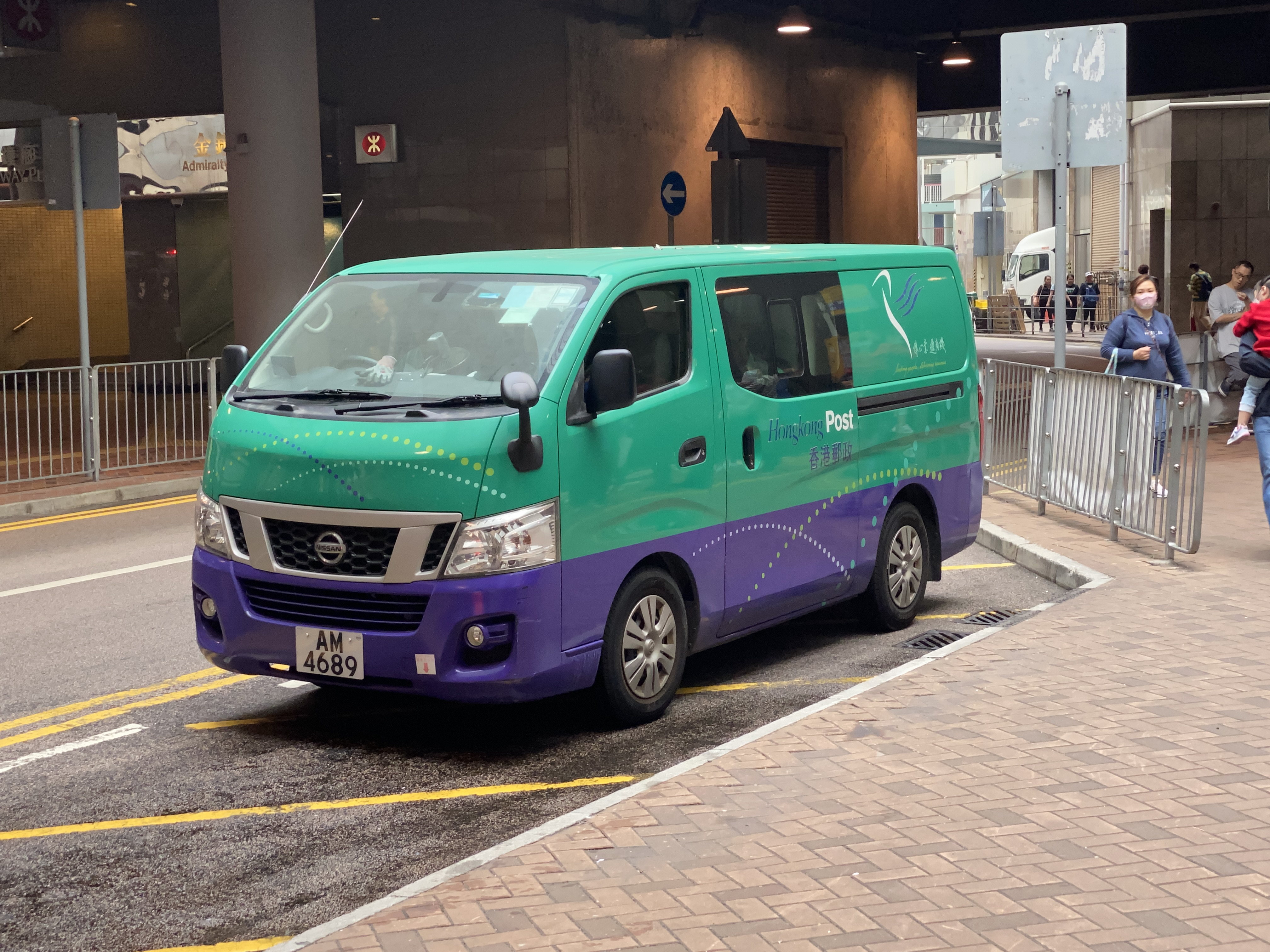

## 派遞次數
載至在2001年8月，郵政署共由21個派遞局運作港九新界1,690個派遞段，每段均由一名派遞郵差提供派遞服務。郵政署共調配約1,850名派遞郵差（其中約160名為後備替假人員）提供派遞服務。郵政署的目標是要為住宅區每日提供一次派遞服務，並為工商業區每日提供兩次派遞服務。1990年5月，郵政署於是將部分每日派信兩次的派遞段其中的514個改為每日派信一次，承諾是98%的本地投寄信件會於投寄後下一個工作日派達收件人。郵政署每月均會對各派遞局大約20個派遞段進行服務質素調查，以確定能否達到服務承諾的目標。

## 郵箱
現時，全香港共有1,019個郵筒（不包括設在郵政局內郵箱）遍佈香港島、九龍、新界及離島各區提供投寄服務。郵箱上列明開箱時間，每天定時由郵差開箱收集送往九龍灣中央郵件中心集中處理。
郵筒以綠色為主，柱為紫色；於香港主權移交至中國前，和英國的郵筒一樣漆上紅色，柱為黑色，並且附有英國君主及皇冠的標誌。

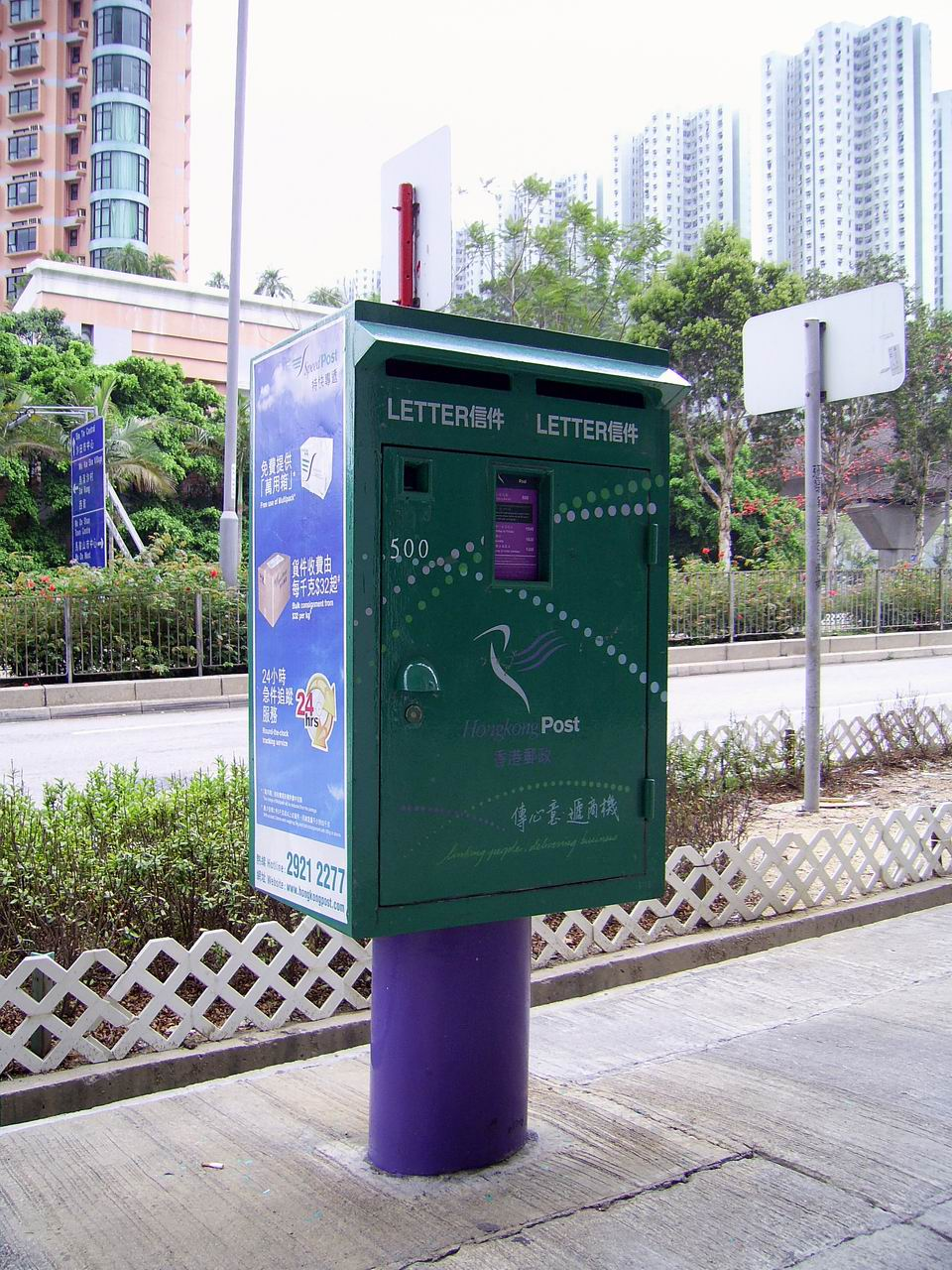
香港郵政位於馬鞍山的郵箱
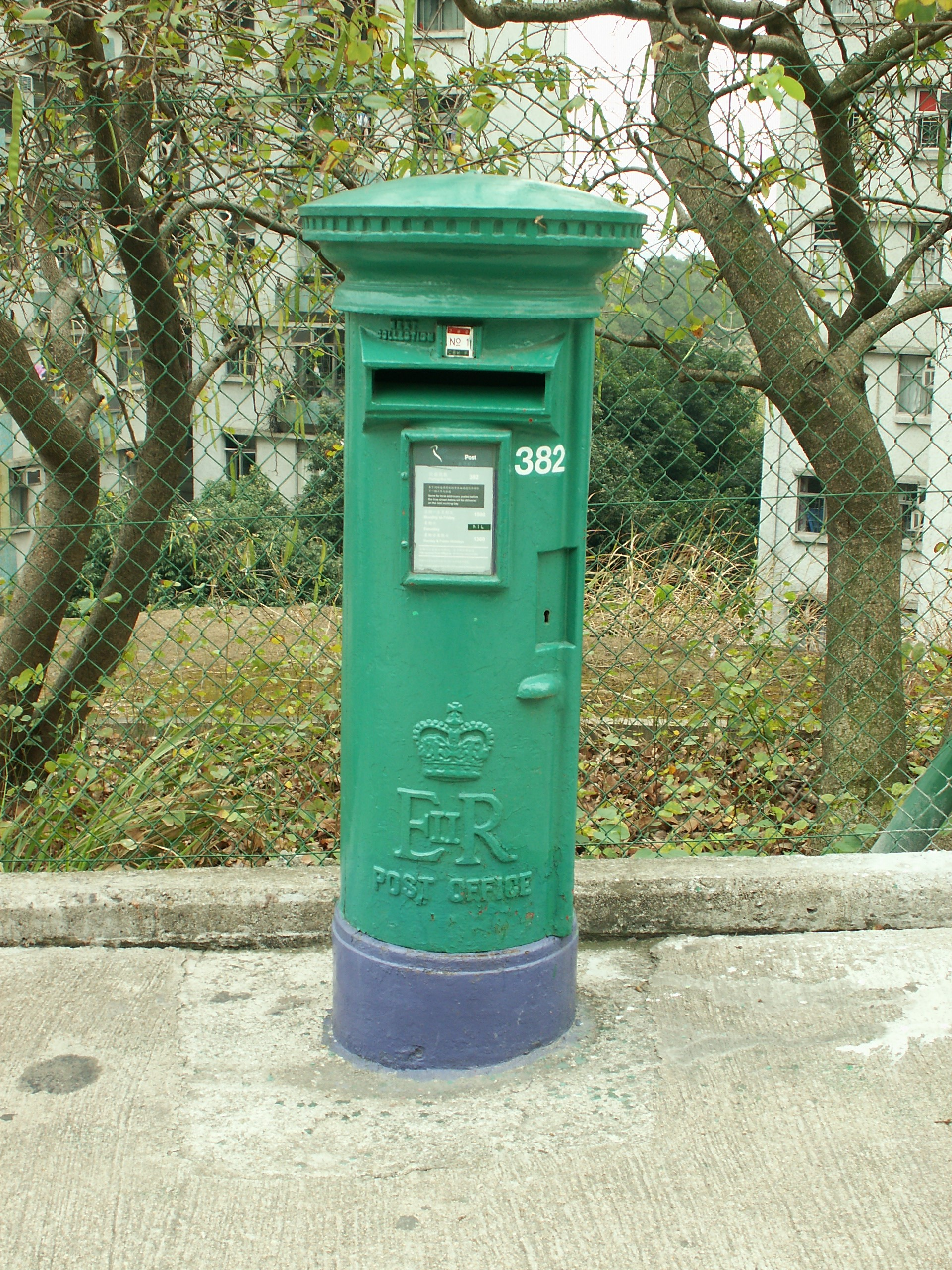
荔枝角荔景山道清麗苑對出之舊款郵筒 （PB27/1型，其中E II R代表英女王伊利沙伯二世（Elizabeth II Regina））
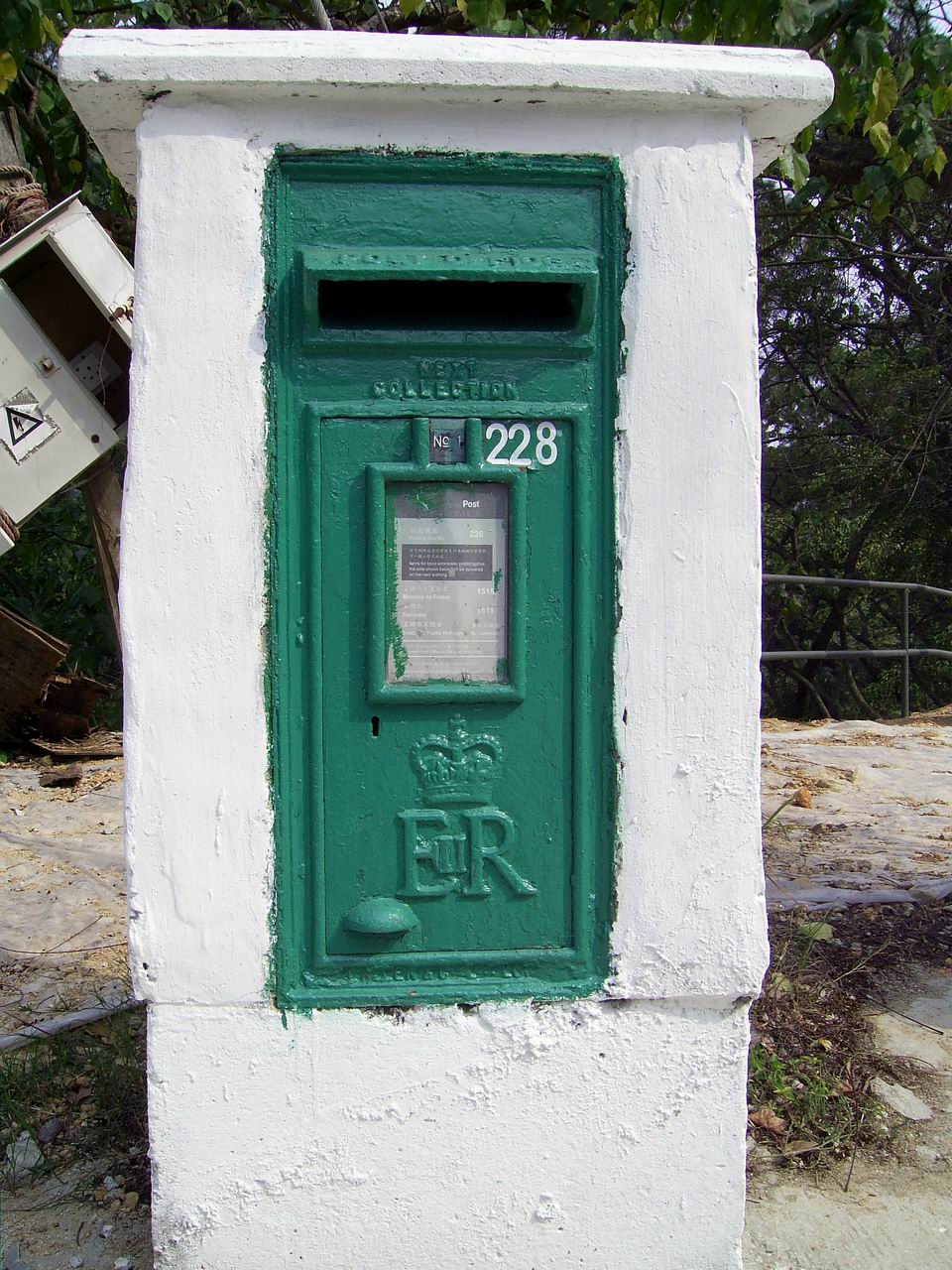
企嶺下老圍的舊款小型郵箱 （類型 K，其中 E II R代表英女王伊利沙伯二世）
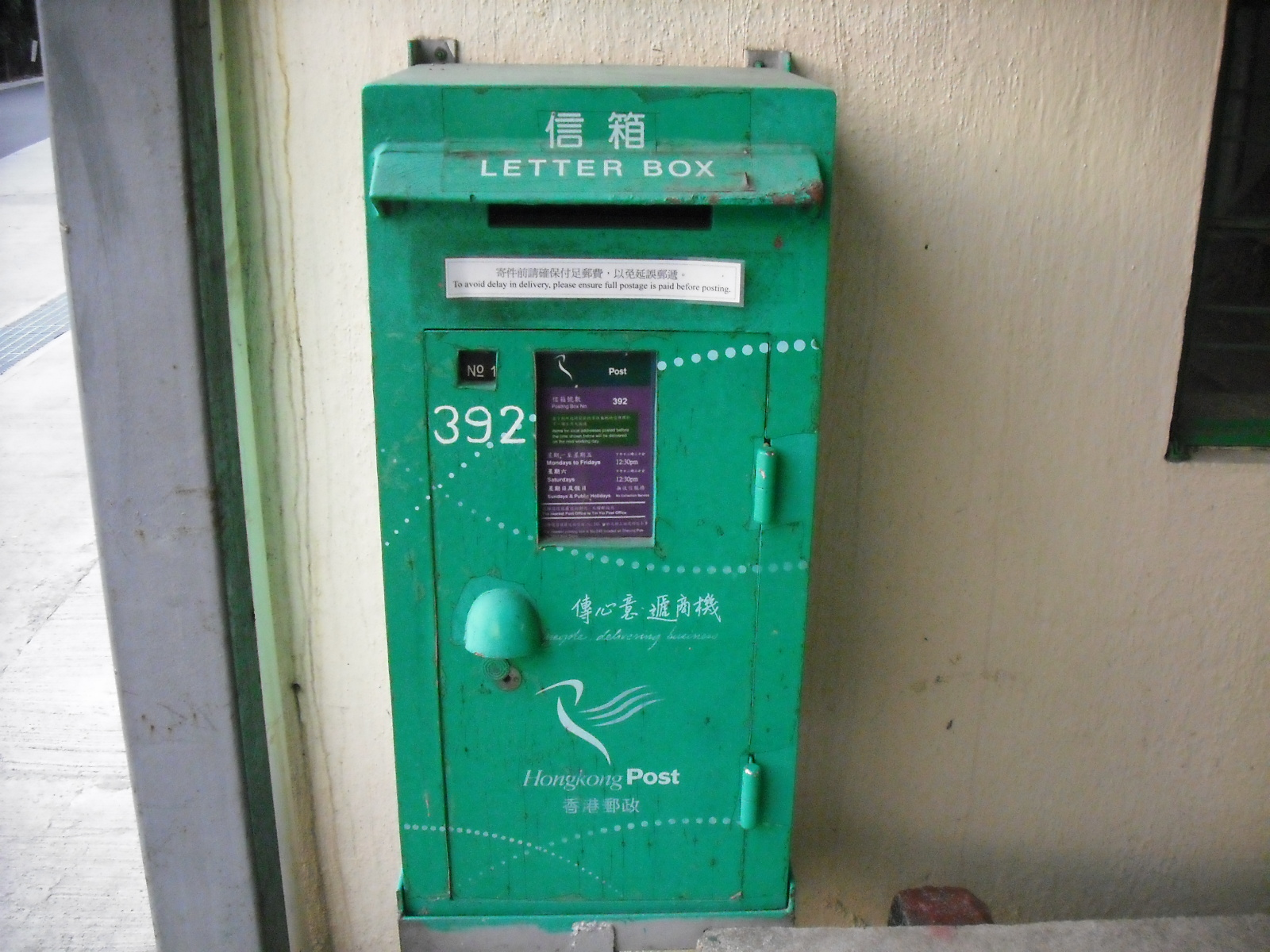
元朗下白泥的小型郵箱，這款郵箱多出現在鄉郊地方
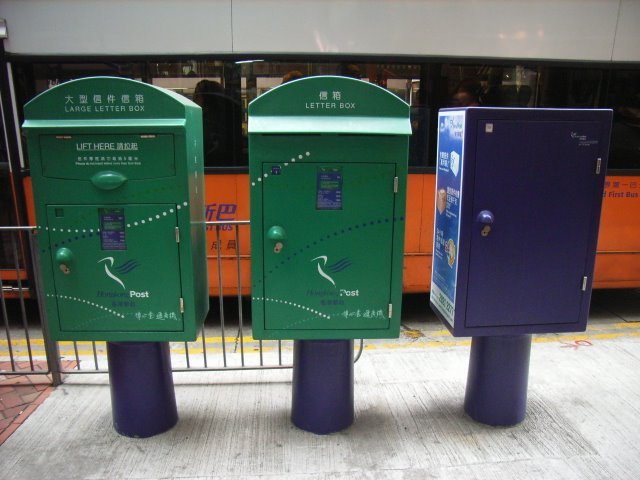
郵箱與郵件儲存櫃

## 郵展廊
香港郵政現於郵政總局地下闢設「郵展廊」，展出與郵務有關的物品及郵品。在「珍藏郵品」展出一些珍貴郵票及郵品及郵票印刷的資料；而「歷史閣」擺放具歷史價值的郵政物品，還陳列兩部先前裝設在大澳郵政局的機械式操作的郵票售賣機。原位於一樓的集郵中心已遷往「郵展廊」內。

## 著名職員
香港藝人周潤發和劉青雲於加入娛樂圈前，均曾經在香港郵政服務。

## 爭議

### 被指政治審查民主黨工作報告
2020年7月17日，民主黨立法會議員尹兆堅及屯門區議員馬旗召開記者招待會，表示由於其向居民發布的工作報告提及並批評《港區國安法》，質疑因此被香港郵政拒寄。香港郵政表示郵政署只回覆「拒絕批核」四字，並無解釋詳細的拒絕原因，再三追問下郵政署電郵曾指審批工作已完成，但後來再度反口。他亦曾多次追問，但郵政署只以「郵局擁有最終決定權」為由拒寄，未有解釋原因。尹兆堅批評郵政署態度反覆欠標準，質疑連民生部門也作政權的「政治打手」，亦提到黨友甘乃威亦有同類遭遇，對連續出現政治打壓感憂慮。香港郵政則指投寄物品不得有違法、不道德或郵政署認為不恰當的內容，若拒寄亦不會解釋理由，並指過去一年署方拒絕過1,200份通函郵寄申請。

## 外部連結
- 香港郵政（页面存档备份，存于）（英文）（繁體中文）（简体中文）
- 香港郵箱書（页面存档备份，存于）（繁體中文）